# 雅盖隆王朝时期的波兰
波蘭雅盖隆王朝是波兰历史上的一个时期，从中世纪晚期延伸至近代早期。自立陶宛大公约盖拉（瓦迪斯瓦夫·雅盖沃）登上波兰王位起，雅盖隆王朝（1386年－1572年）逐步形成了波兰立陶宛联盟。波兰与立陶宛之间的伙伴关系将立陶宛所控制的幅员辽阔的鲁塞尼亚地区纳入波兰势力范围，而历史也证明这种关系对波兰人和立陶宛人都有利，在接下来的四个世纪中，这两个民族在这欧洲最大的政治实体之一中和平共存互相合作。
在波罗的海地区，波兰与条顿骑士团之间的冲突仍在继续。其中，1410年格伦瓦德之战爆发，条顿骑士团战败，1466年卡齐米日四世在位时双方签署具里程碑意义的托倫和約；这份和约促成后来的普鲁士公国的产生。波兰在南方应对奥斯曼帝国和克里米亚鞑靼人，在东面帮助立陶宛与莫斯科大公国作战。波兰与立陶宛的领土延伸至利沃尼亚的极北。
波兰逐渐发展为封建国家，农业占主导地位，而地主阶级也逐渐居统治地位。1505年，波兰瑟姆（国会）通过“无共识则无新议”法案，将君主的绝大部分立法权转交给瑟姆。这一事件标志着“贵族民主制”时期的开始，在这一时期，国家由“自由且平等”的波兰贵族统治。
宗教改革运动在波兰有着长足进展，令波兰发展出在当时独一无二的宗教宽容政策。欧洲的文艺复兴潮流为雅盖隆王朝晚期（齐格蒙特一世与齐格蒙特二世）带来极大的文化繁荣。

## 中世纪晚期（14至15世纪）

### 雅盖隆王朝

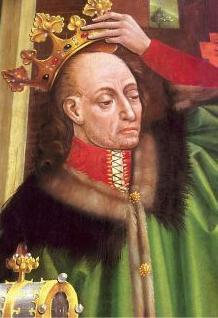
约盖拉

1385年，波兰女王雅德维加同立陶宛大公约盖拉签署协议，克雷沃联合成立。当时立陶宛是欧洲最后一个异教国家，根据协议，约盖拉会受洗（此后，波兰人称呼约盖拉为“瓦迪斯瓦夫”或“雅盖沃”，前者为这位立陶宛人的受洗名，而后者为其立陶宛语名的波兰语版本）并迎娶雅德维加，而这份协议也成为波兰立陶宛联盟之始。这次联合加强了两国的实力，让她们并肩作战应对条顿骑士团与日渐具威胁性的莫斯科大公国。
此时立陶宛控制着幅员辽阔的罗斯土地，其中包括第聂伯河流域在内；大公国的边界向南延伸可直抵黑海。此前蒙古消灭基辅罗斯，使立陶宛东南方产生权力真空，而立陶宛人与入侵者蒙古人作战，取得一定胜利，并在权力真空中占据优势。因此，大公国扩张取得的领土内有相当多的鲁塞尼亚人与东正教徒。领土扩张让立陶宛得面对摆脱鞑靼人统治，自身又在扩张的莫斯科大公国。
联合的目的是成立一个由国王瓦迪斯瓦夫·雅盖沃统治的单一制国，但波兰统治寡头将立陶宛并入波兰的想法最终证明是不现实的。波兰与立陶宛（或立陶宛势力）之间将会存在领土争议与战争；立陶宛人有时甚至认为连同条顿骑士团对抗波兰人也是权宜之计。共主邦联的地理因素与雅盖隆王朝国王的偏爱加快了波兰领土重心东移的过程。
1386年至1572年间，波兰与立陶宛由雅盖隆王朝的一代代立宪制君主所统治，而波兰与立陶宛之间的关系也一直是共主邦联，直到1569年卢布林联合。这一时期，雅盖隆王朝的君主的政治影响力日益减少，而有地贵族在中央政府与国内事务上的作用日益加大。[a]但是，王室对波兰政治有着稳定的影响。雅盖隆王朝时期经常被认为是政治权利最大化，国家格外繁荣兴盛的时代，而这一时代的后期被认为是波兰文化的黄金时代。

### 社会与经济发展

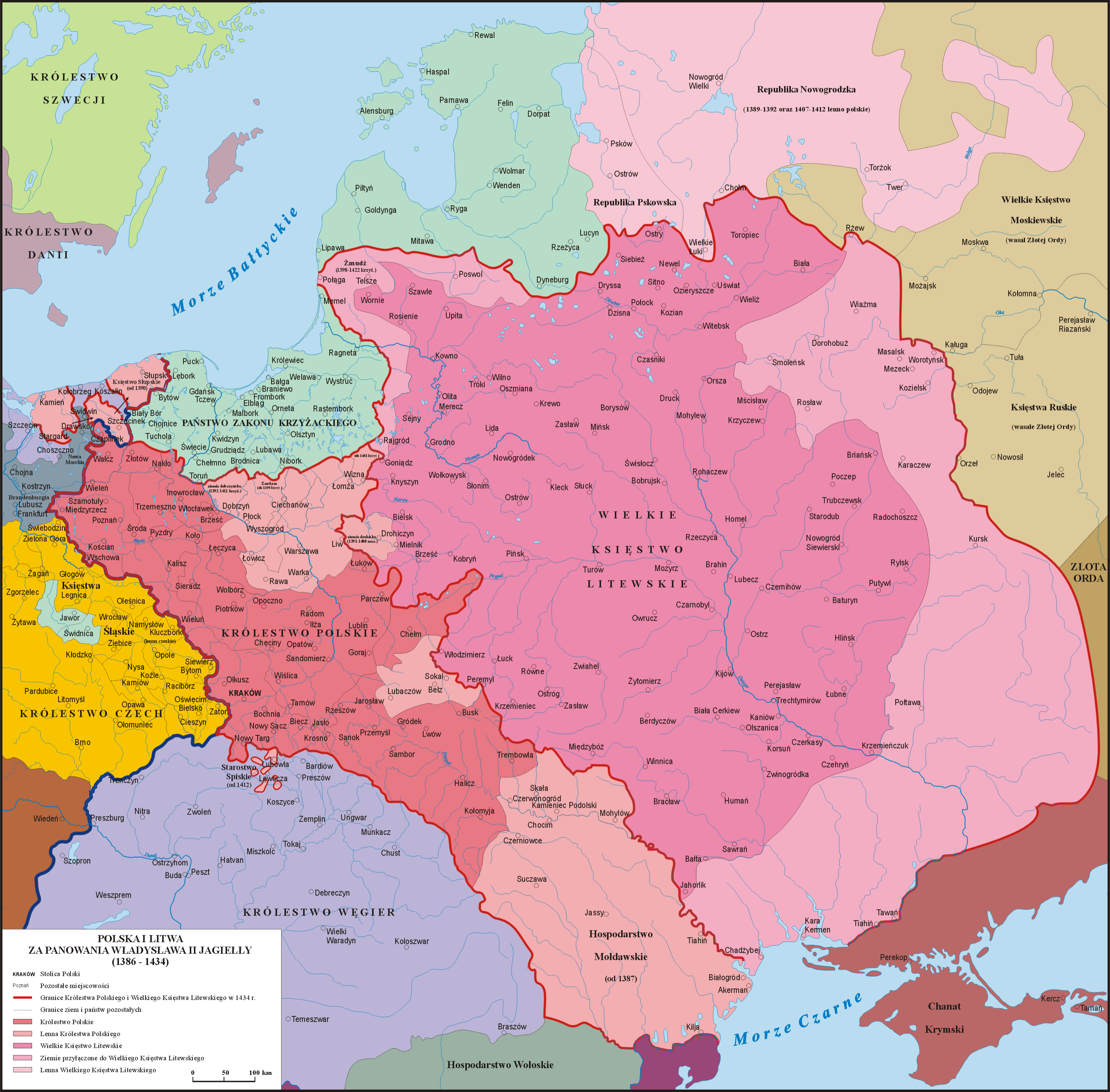
1386年至1434年间的波兰和立陶宛

13世纪至14世纪的封建租赁制度的特点是在此制度下的每一块封地都有着明确界定的权利与义务，而到了约15世纪时，随着贵族收紧了对粮食出产、商贸及其他经济活动的控制，建立了很多直属于自身的大庄园（被称为folwark）（封建租赁报酬制度被取代为迫使劳动力在领主土地上劳动），限制城市的权利并让大多数农民沦为农奴，过去两个世纪所采用的旧制度衰落了。这些行为逐渐被法律所认可。譬如为国王扬一世·阿尔布雷赫特所承认的1496年皮奥特尔库夫特权法，禁止市民购买农村土地并严格限制农民离开自己的村庄的权利。波兰城镇缺乏保护自己阶级利益的全国性代表，但仍保留了某种程度的自治（市政委员会与陪审制法院），同行业的人士能够组织同业公会。贵族随后找借口不去履行他们的首要义务——在战争中义务服役（大军动员，pospolite ruszenie）。1505年的“无共识则无新议”法案将贵族从制度上分为两个阶层（这两个阶层从未在法律意义上形成），这份法案要求国王在对法律作出任何修改前咨询瑟姆（由最高级官员组成的参议院）及由（地方）议员组成的下级议院。直到波兰灭亡前，大批普通贵族什拉赫塔与他们阶级中的最高层人物权贵抗争，或试图与他们抗争。

### 雅盖沃统治下的波兰和立陶宛共主邦联

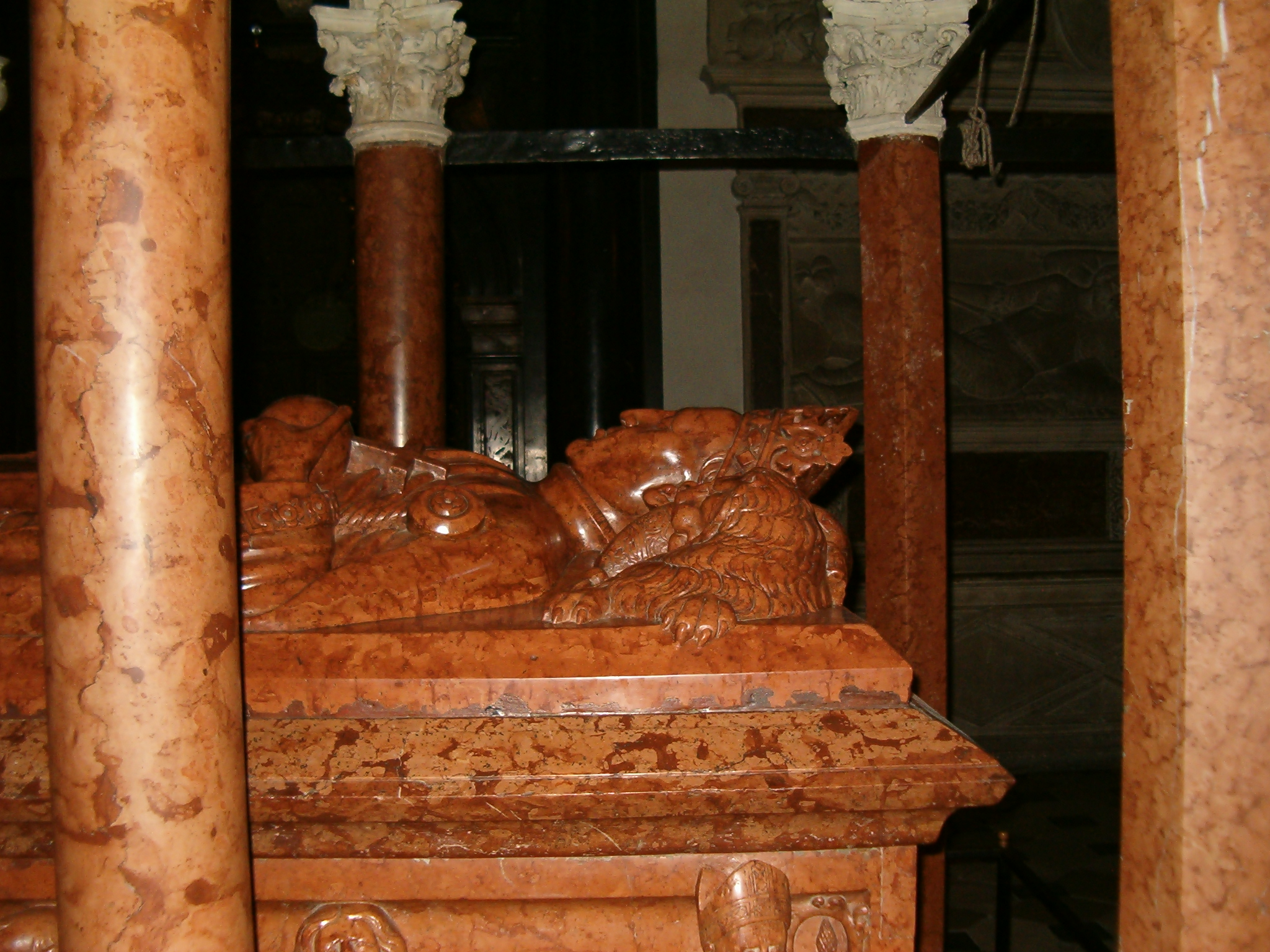
国王瓦迪斯瓦夫·雅盖沃的石棺，位于瓦维尔主教座堂

新王朝的第一位国王是立陶宛大公约盖拉，或称为波兰国王瓦迪斯瓦夫二世·雅盖沃。在皈依天主教，迎娶拉约什一世之女雅德维加（本身为波兰女王）后，约盖拉在1386年被选为波兰国王。随后，立陶宛全国开始皈依拉丁仪天主教。当时雅盖沃在立陶宛与他的堂亲维陶塔斯敌对，这一点不利于波兰对立陶宛的统治。最终，这个问题在1392年的奥斯特鲁夫协议与1401年的维尔纽斯和拉多姆联合中得到解决：维陶塔斯成为终身的立陶宛大公，名义上接受雅盖沃的最高统治。协议使两国能够紧密的合作，如果要在接下来与条顿骑士团的冲突中取得胜利，这种合作乃是必须。赫罗德沃联合（1413年）进一步详述这种关系，并且准许赐予信奉罗马天主教（而非东正教）的立陶宛贵族特权。

### 与条顿骑士团的冲突

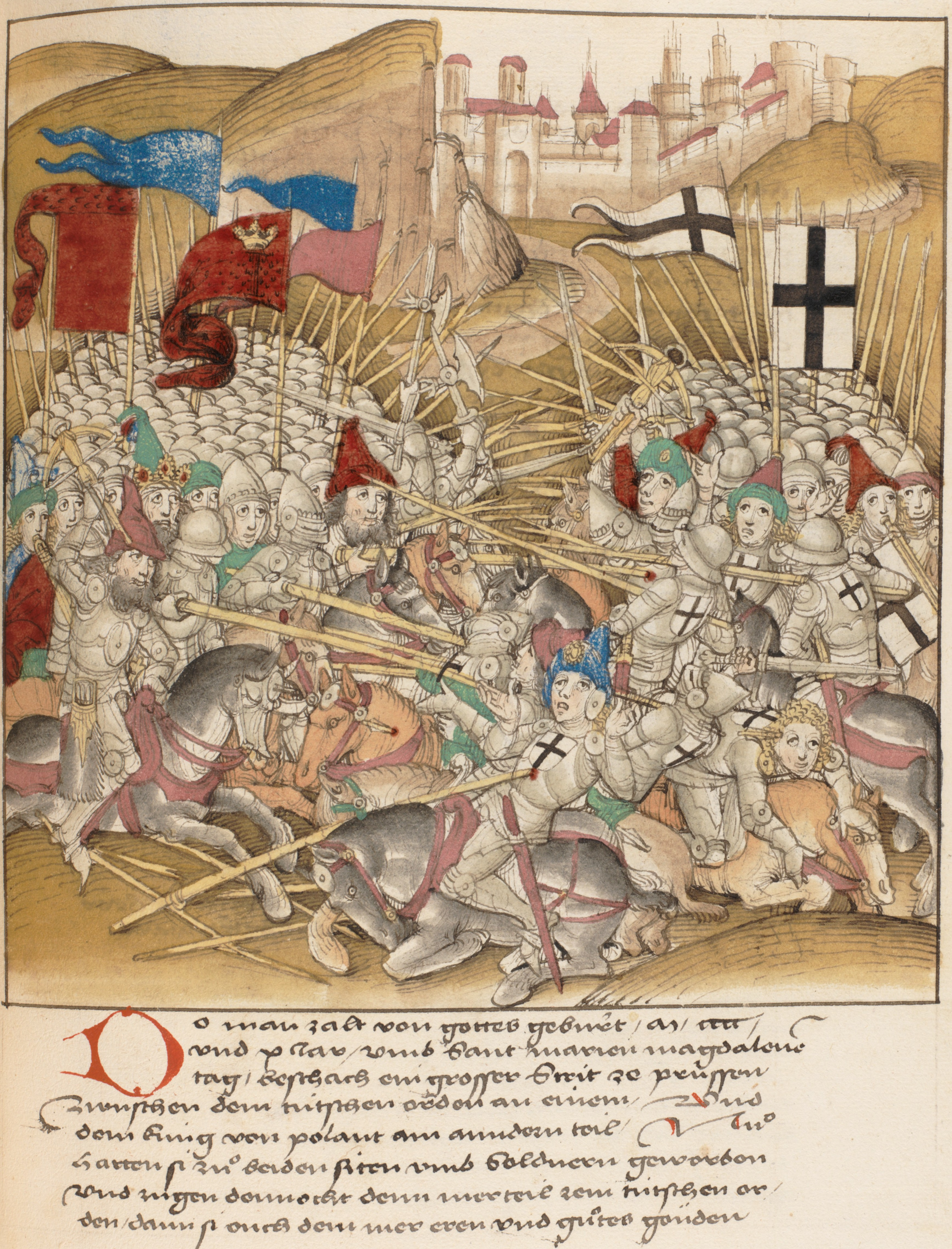
格伦瓦德之战（或称坦能堡之战）

1409年，骑士团所控制的萨莫吉希亚地区爆发萨莫吉希亚起义，这次起义引发了1409年至1411年间的波兰-立陶宛-条顿战争，这场战争中最著名的战役是格伦瓦德之战（又称坦能堡之战），在这场战役中，波兰和立陶宛-罗斯联军彻底击败条顿骑士团。波兰立陶宛方面继续向条顿骑士团发起进攻，但因未能攻下马尔堡，这次攻势变得没有意义。波兰一方未能攻下马尔堡并消灭条顿骑士团（随后的普鲁士公国）；在18、19乃至20世纪，波兰都要承受这次失败所带来的苦果。托伦和约对波兰和立陶宛的边界做出些许调整，包括萨莫吉希亚在内的一些地区都给了波兰立陶宛一方。此后双方展开多次协商与和议，但都没什么效果，相反更多的是军事冲突和仲裁。1414年至1418年的康斯坦茨宗教会议试图对波兰和骑士团做出仲裁，但这个问题并未议决。1415年，克拉科夫学院院长保卢斯·弗拉蒂米里在此次宗教会议上呈交专著《论在异教徒问题上教皇与皇帝的权力》，在这篇专著中，弗拉蒂米里支持宽容，反对条顿骑士团的暴力传教，并认为异教徒享有与基督教徒和平共处的权利和政治独立。这一阶段波兰立陶宛与条顿骑士团之间的冲突在1422年的梅尔诺条约中画上句号。波兰与骑士团之间的另一场战争（参见巴巴伊斯卡斯战役）以双方签署布热希奇·库雅夫斯基和约宣告结束。

### 胡斯运动；波匈联盟

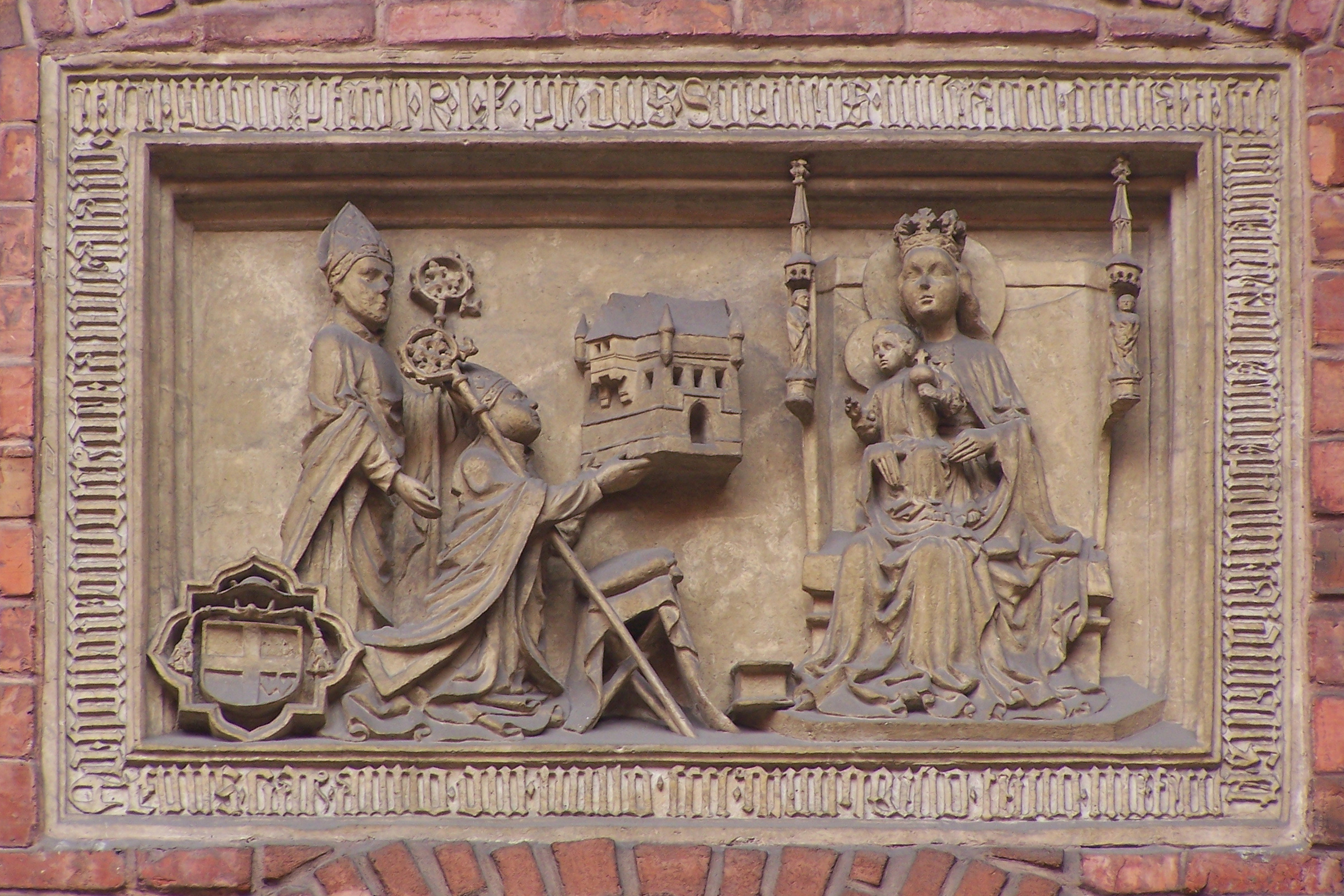
主教兹比格涅夫·奥莱希尼茨基与其同僚建立克拉科夫学院金库

胡斯战争（1420年-1434年）期间，胡斯派在1420年第一次将捷克王位赐予雅盖沃，于是，雅盖沃、维陶塔斯和西吉斯蒙德·科里布特被牵扯进有关这个王位的政治与军事谋略之中。兹比格涅夫·奥莱希尼茨基成为反对与捷克胡斯派结盟的首要人士。
雅盖隆王朝原本无权世袭王位，因为每一个新王都需贵族一致认可。瓦迪斯瓦夫·雅盖沃的最后一位配偶哈尔沙尼的索菲娅共为雅盖沃生下两个儿子。在国王妥协并保证满足贵族们的新要求后不久，贵族们同意让雅盖沃的大儿子，即后来的瓦迪斯瓦夫三世继承王位。1434年，雅盖沃去世，他未成年的儿子瓦迪斯瓦夫登基；由奥莱希尼茨基领导的王室委员会承担摄政之责。

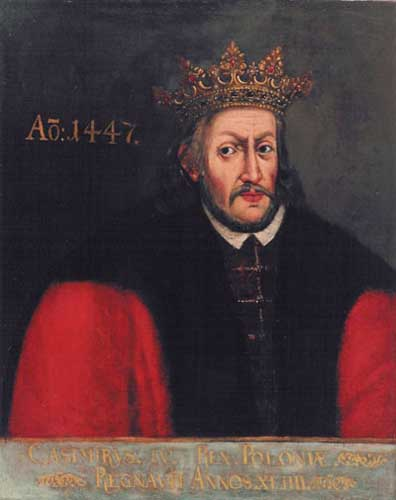
国王卡齐米日四世在1454年迎娶哈布斯堡的伊丽莎白；他们子女众多，其中四个后来成为国王

1438年，以胡斯派势力为首的捷克反哈布斯堡派人士将捷克王位赐给雅盖沃的小儿子卡齐米日。这个提议在奥莱希尼茨基的反对下获波兰方面接受，使波兰两次发兵波希米亚，但都以失败告终。
1430年，维陶塔斯去世，立陶宛陷入内乱并与波兰发生冲突。卡齐米日在1440年被国王瓦迪斯瓦夫四世派到去往立陶宛的使节团中，这个年仅13岁的少年出人意料地被立陶宛人立为立陶宛大公，并被留在立陶宛。
奥莱希尼茨基重新取得优势，并长期推行反对波匈联盟的政策。就在这时，土耳其人开始新一轮对欧洲各国的征服，并对匈牙利产生威胁，匈牙利此时需要强大的波兰-立陶宛盟友。瓦迪斯瓦夫三世也在1440年成为匈牙利国王。在尤利安·切萨里尼的影响下，年轻的国王先后在1443年与1444年率领匈牙利军队反抗奥斯曼帝国的入侵。在瓦尔纳战役中，瓦迪斯瓦夫三世和他的顾问切萨里尼一样战死。

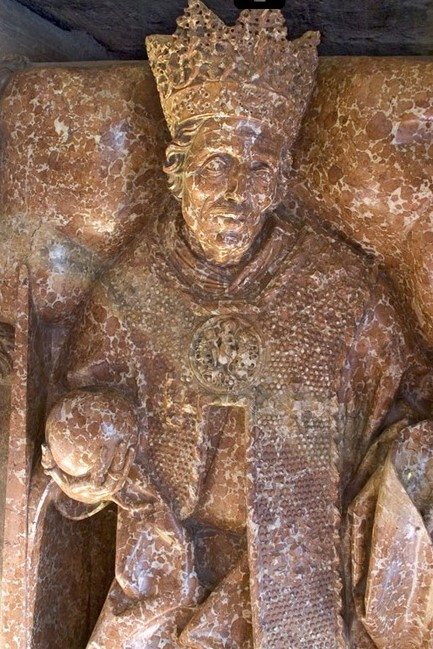
卡齐米日四世·雅盖隆，维特·斯托斯的石棺雕刻，位于瓦威尔主教座堂

自雅盖沃去世时起，波兰实际上被以奥莱希尼茨基为首的权贵统治集团掌控。权贵的统治遭到各种各样的什拉赫塔团体的强烈反对。他们的领导人梅尔什滕的斯佩泰克在1439年的一次武装对抗中战死，这使奥莱希尼茨基得以清除波兰剩余的胡斯派同情者，还让他能够不受极大阻力追捕他的其他敌人。

### 卡齐米日四世·雅盖隆
1445年，立陶宛大公卡齐米日被要求继承自瓦迪斯瓦夫去世后一直空缺的波兰王位。卡齐米日是一位强硬的谈判者，不会为了获选而接受波兰贵族开出的条件。他最终在1447年回到波兰并加冕为王，而且加冕的条件对他有利。成为波兰国王后，卡齐米日也摆脱了立陶宛统治集团对自己的控制；在1447年的维尔纽斯特权法中，他宣布立陶宛贵族与什拉赫塔享有同等权利。后来，卡齐米日四世有能力将枢机主教奥莱希尼茨基和他的党羽排除出权力中心，转而依靠由较为年轻的中等贵族所组成的阵营。卡齐米日也以对自己有利的方式化解了教皇与本地教会之间关于补充空缺教职之权的矛盾。

### 与条顿骑士团的战争及其解决

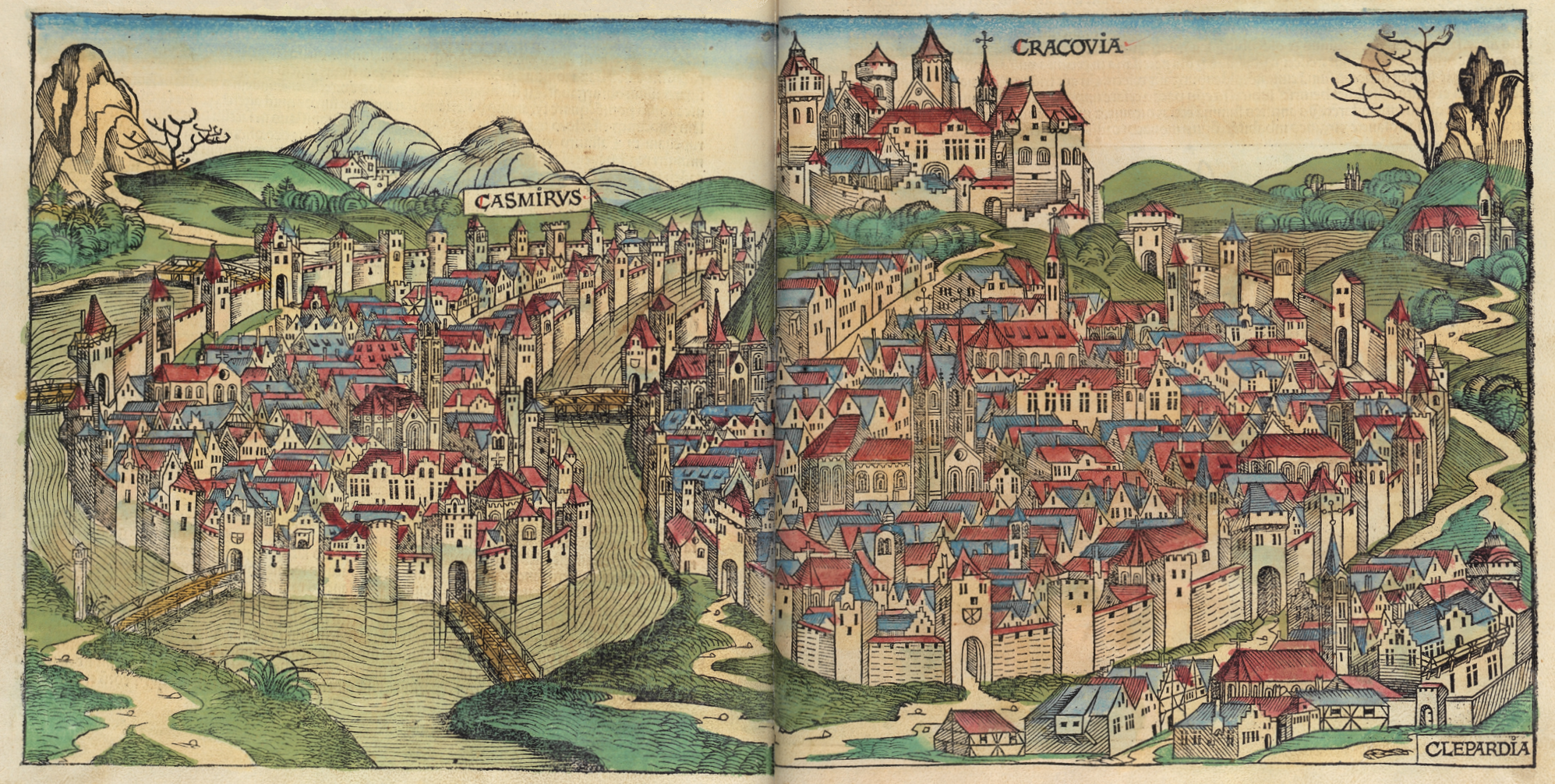
中世纪晚期的克拉科夫

1440年，普鲁士部分城市与贵族对条顿骑士团越发残暴的统治感到不满，成立普鲁士联盟反对骑士团统治。1454年，联盟请求波兰国王卡齐米日四世占领普鲁士，发起反抗骑士团的武装起义。卡齐米日四世向骑士团宣战，并正式将普鲁士纳入波兰王国；这些事情便引发了十三年戰爭。因为大军动员（pospolite ruszenie）这种发动军队的方式的弱点（没有卡齐米日四世的全面妥协，什拉赫塔不会与他合作），波兰军队未能全面占领普鲁士，但在1466年第二次托倫和約中，骑士团不得不将他们领土的西半部割让给波兰王国（这篇领土后来被称为皇家普魯士，是一个半自治的政治实体），并接受波兰-立陶宛对余下领土（后来的普鲁士公国）的宗主权。波兰夺回了波美拉尼亚，同时也获得了宝贵的通往波罗的海的入海口，另外波兰还获得了瓦尔米亚。除陆战外，双方还爆发了海战，在海战中，但泽（格但斯克）的战船战胜了丹麦和骑士团的舰队。
15世纪波兰所获得的其他领土（更确切的说是收复的失地），包括小波兰与西里西亚边界上的奥斯维辛公国和扎托尔公国，获得这两块领地使波兰在收复由皮雅斯特王朝所统治的马佐夫舍公国的进程中迈出重要一步。

### 与土耳其和鞑靼的战争

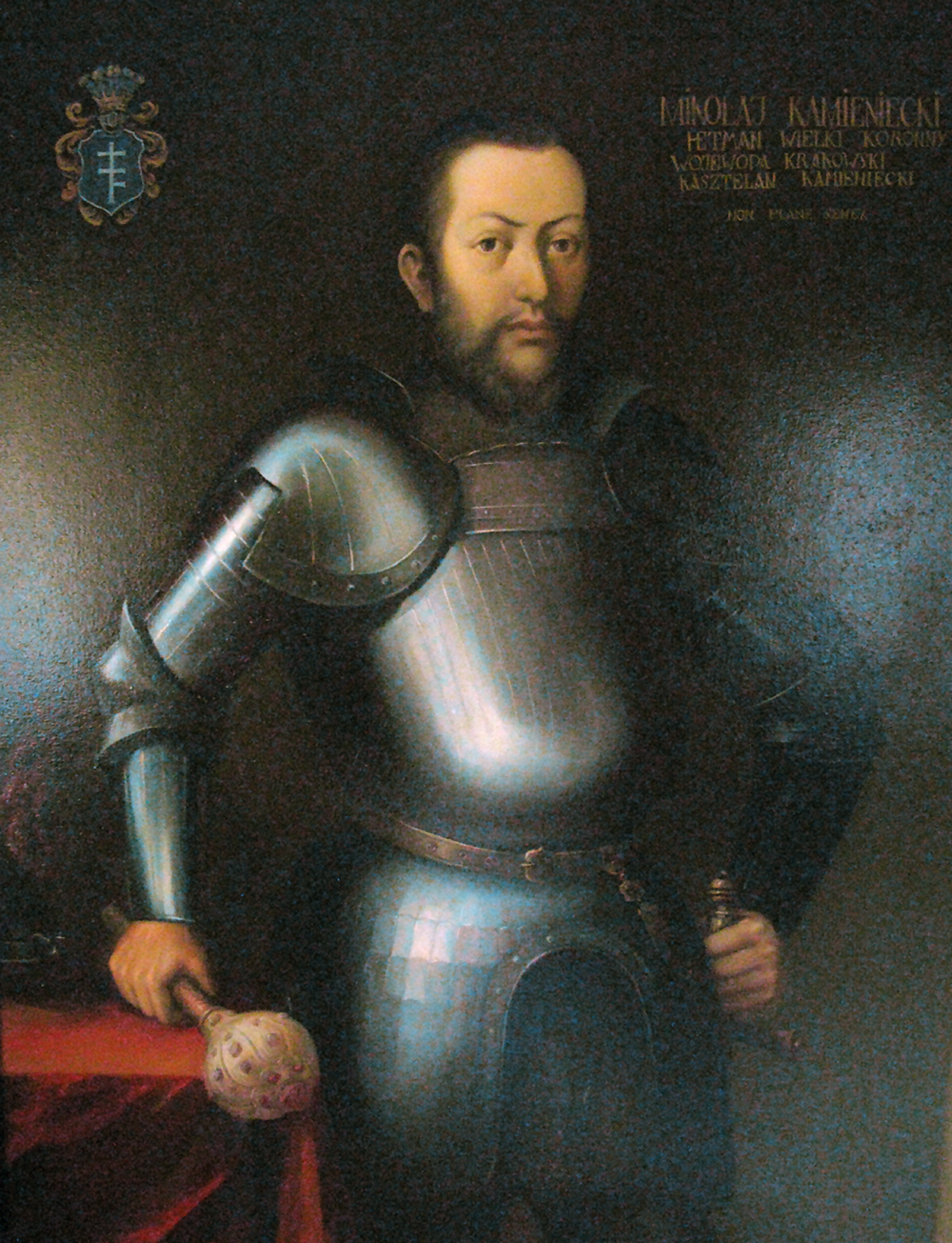
米科瓦伊·卡缅涅茨基，波兰王国第一位大盖特曼

雅盖隆王朝在中欧的影响力逐渐增长。卡齐米日四世之子瓦迪斯瓦夫1471年成为波希米亚国王，1490年又成为匈牙利国王。自15世纪末起，波兰和立陶宛的西南边疆受到土耳其入侵的威胁。1387年，摩尔达维亚开始参与波兰事务，此时摩尔达维亚大公佩特鲁一世为寻求保护免遭匈牙利人侵犯，在利沃夫向雅盖沃宣誓效忠，这给波兰通往黑海港口的通道。1485年，在通往黑海的海港被奥斯曼帝国攻占后，卡齐米日四世向摩尔达维亚发起远征。土耳其人所控制的克里米亚鞑靼人在1482年和1487年突袭波兰东部领土，直到遭遇卡齐米日四世之子与继承者，国王约翰一世为止。1487年至1491年间，波兰受到金帐汗国余部的攻击。他们的铁蹄最远到达卢布林，最后在扎斯拉夫被击败。1497年，约翰一世试图武力解决土耳其问题，但因为未能获得他的兄弟——即波希米亚和匈牙利国王弗拉迪斯劳斯二世和立陶宛大公亚历山大——的有力支援，再加上摩尔多瓦统治者史蒂芬大帝对此计划的抗拒，约翰二世的努力变得徒劳。在奥斯曼帝国的鼓动下，鞑靼人在1498年、1499年和1500年发起更多次具破坏性的突袭。随后，约翰二世尽力推动和谈，这次和谈直到1503年国王去世后才确定下来，和约中波兰在领土方面做出妥协，获得并不稳固的和平。
国王亚历山大在位期间，克里米亚汗国继续在1502年和1506年对波兰和立陶宛发动入侵，1506年，鞑靼人在克莱茨克战役中被米哈乌·格林斯基击败。

### 莫斯科对立陶宛的威胁；齐格蒙特一世

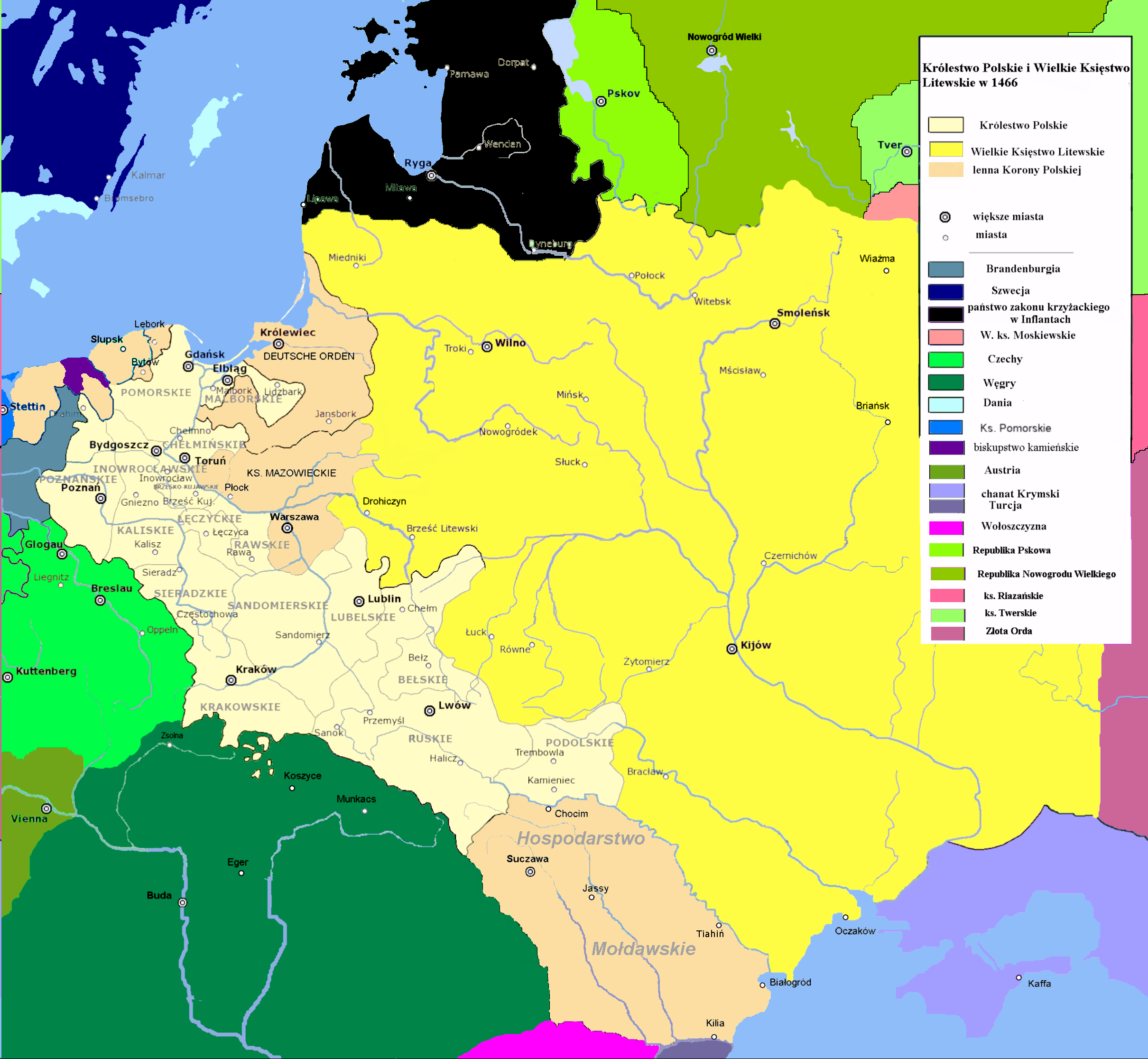
1466年的波兰、波兰的封地（划斜线区）和立陶宛

立陶宛日益受到实力不断增长的莫斯科公国的威胁。在1471年、1492年和1500年的战役中，莫斯科夺取立陶宛东部的大片领土。约翰一世去世后，立陶宛大公亚历山大被选为波兰国王。1506年，齐格蒙特一世继承亚历山大在波兰立陶宛两地的王位与大公位，这种政治情况使两国更加休戚与共。此前齐格蒙特的兄弟波希米亚国王弗拉迪斯劳斯二世动用手中权力使齐格蒙特成为西里西亚公爵；但就像此前的雅盖隆王朝的统治者一样，齐格蒙特并没有要求波兰对西里西亚的主权。

### 中世纪晚期的文化
15世纪的波兰文化主要是中世纪式的。依靠有利的社会与经济条件，几个世纪前便已存在的手工业和制造业高度发展，他们的产品更加普及。造纸业是其中一种新行业，印刷业在15世纪最后的25年间得到发展。1473年，卡斯珀·斯特劳贝在克拉科夫生产出第一份拉丁文印本；1475年卡斯珀·埃利安在弗罗茨瓦夫（布列斯劳）生产出第一份波兰语印本；1490年，世界上最古老的西里尔字母印本，也就是古教会斯拉夫语宗教文献，由克拉科夫施维波尔特·费奥尔的印刷社印出。
奢侈品在日益富有的贵族中需求量较大，富裕的城镇商人对此的需求次之。砖石结构的住宅建筑在城市中变得普遍。成熟的哥特艺术不仅在建筑上体现，也在圣礼所用木雕中有着重要的体现。克拉科夫圣母圣殿的维特·斯托斯祭坛是欧洲哥特艺术中最伟大的作品之一。

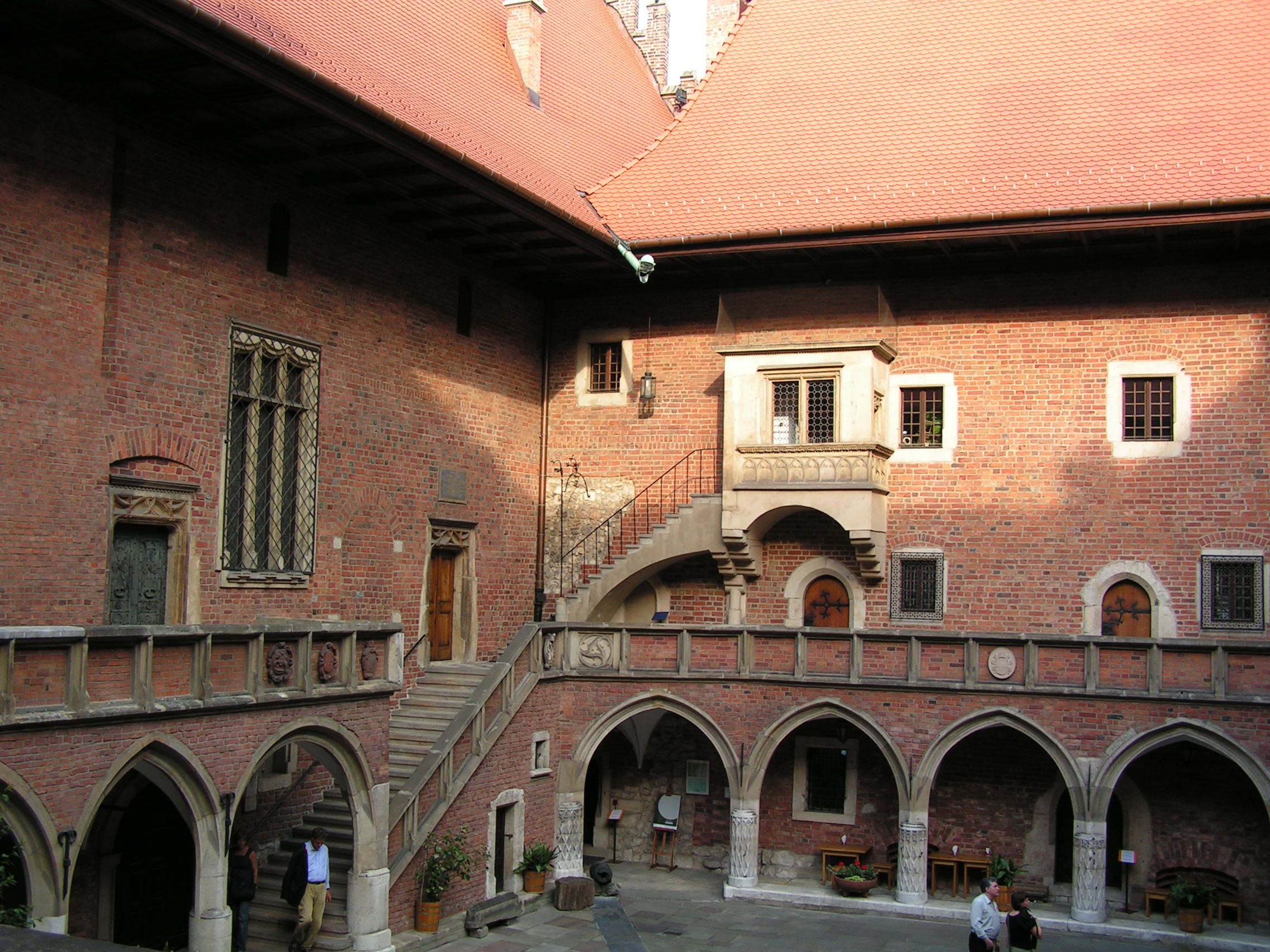
克拉科夫大学“大学院”庭院

自卡齐米日三世去世后便停止运作的克拉科夫大学在1400年左右得到重建并重新开课。这个大学扩增一个神学系，并得到女王雅德维加和雅盖隆家族成员的支持与保护，这一点可以从此大学现名“雅盖隆大学”体现出来。欧洲最古老的数学与天文学系在1405年建立。大学的杰出学者包括斯卡尔比梅日的斯坦尼斯瓦夫、保卢斯·弗拉蒂米里和布鲁泽沃的阿尔伯特（尼古拉·哥白尼的教师）
波兰人文主义的先驱卢齐斯科的约翰和萨诺克的格里高利是克拉科夫大学的教授。在格里高利成为利沃夫的大主教后，他在那里的庭院成为了当地一个早期文学社团的所在地。政治活动家和改革家扬·奥斯特罗鲁格和历史学家扬·杜戈什代表了其他领域的学术思想，其中杜戈什的《年鉴》（Annals）是当时篇幅最大的欧洲历史著作与研究波兰中世纪史的基础性文献。波兰还活跃着一些著名卓绝的外国人文主义者。诗人兼外交官菲利波·博纳科尔西在1468年从意大利抵达波兰，并在1496年终老于此，他在克拉科夫建立了另一个文学社团。他以卡利马赫为笔名为萨诺克的格里高利、兹比格涅夫·奥莱希尼茨基作传，他还非常可能为扬·杜戈什作传。他担任卡齐米日四世的几个孩子的家教与顾问，并主张绝对的王权。德意志人文主义者康拉德· 策尔特斯在克拉科夫组织波兰第一个人文主义社团和学术协会“维斯瓦文学协会”。

## 近代早期（16世纪）

### 以农业为基础的经济扩张

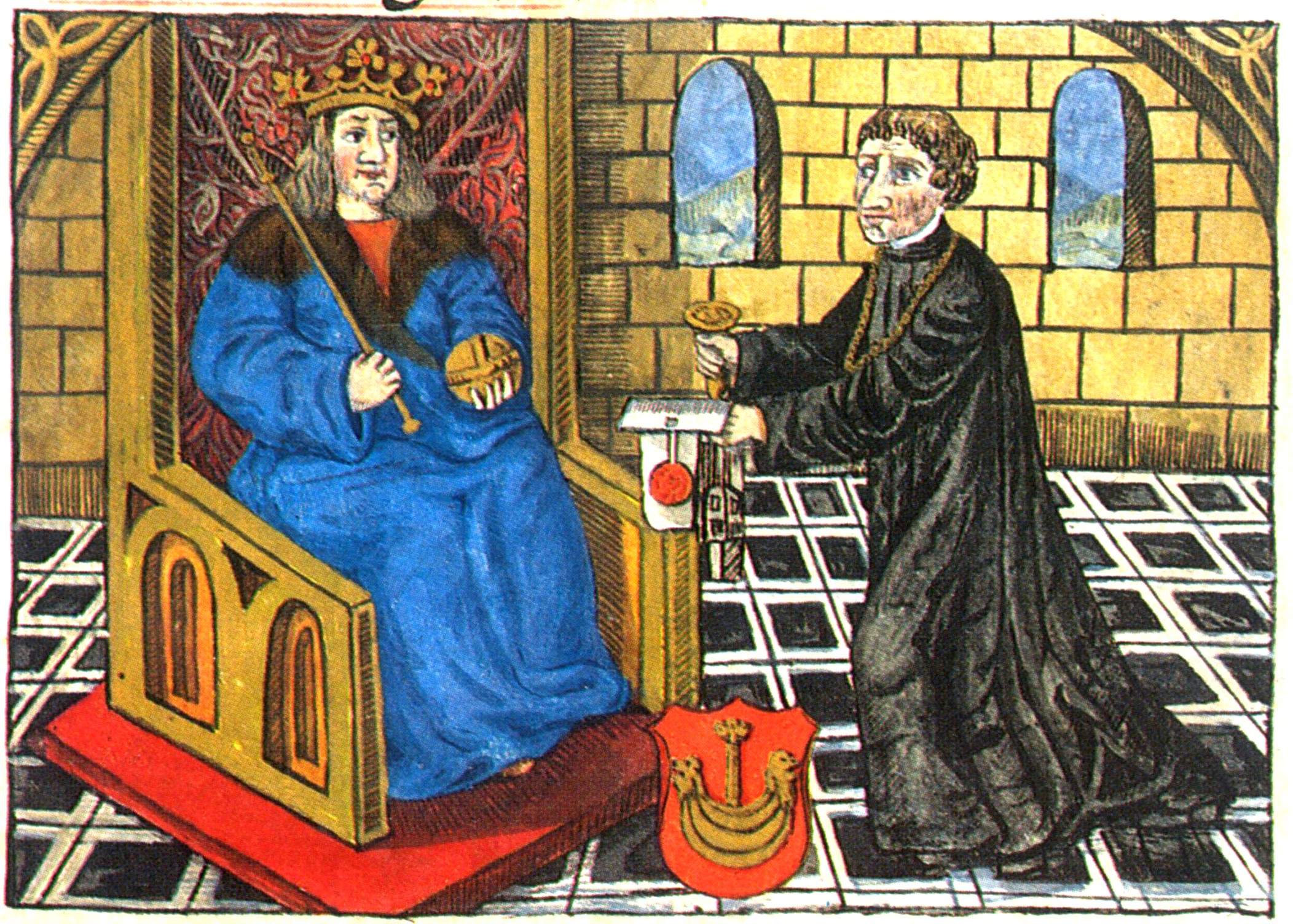
国王亚历山大·雅盖隆与总理大臣扬·瓦斯基

自15世纪末起的300年间，以农奴制为基础的大庄园（folwark）和农业商业一直是波兰经济的主要特征。中东欧便依赖这种贵族所掌控的农业；相比之下，在西欧，资本主义与工业化的萌芽发展到远超过东欧的地步，随之中产阶级数目增多，其政治影响力也不断加大；因此，东西欧迈向了不同的发展道路。16世纪，因为此时欧洲农业贸易繁荣，又有免费或廉价的劳动力存在，这一时期的大庄园经济非常有利可图。

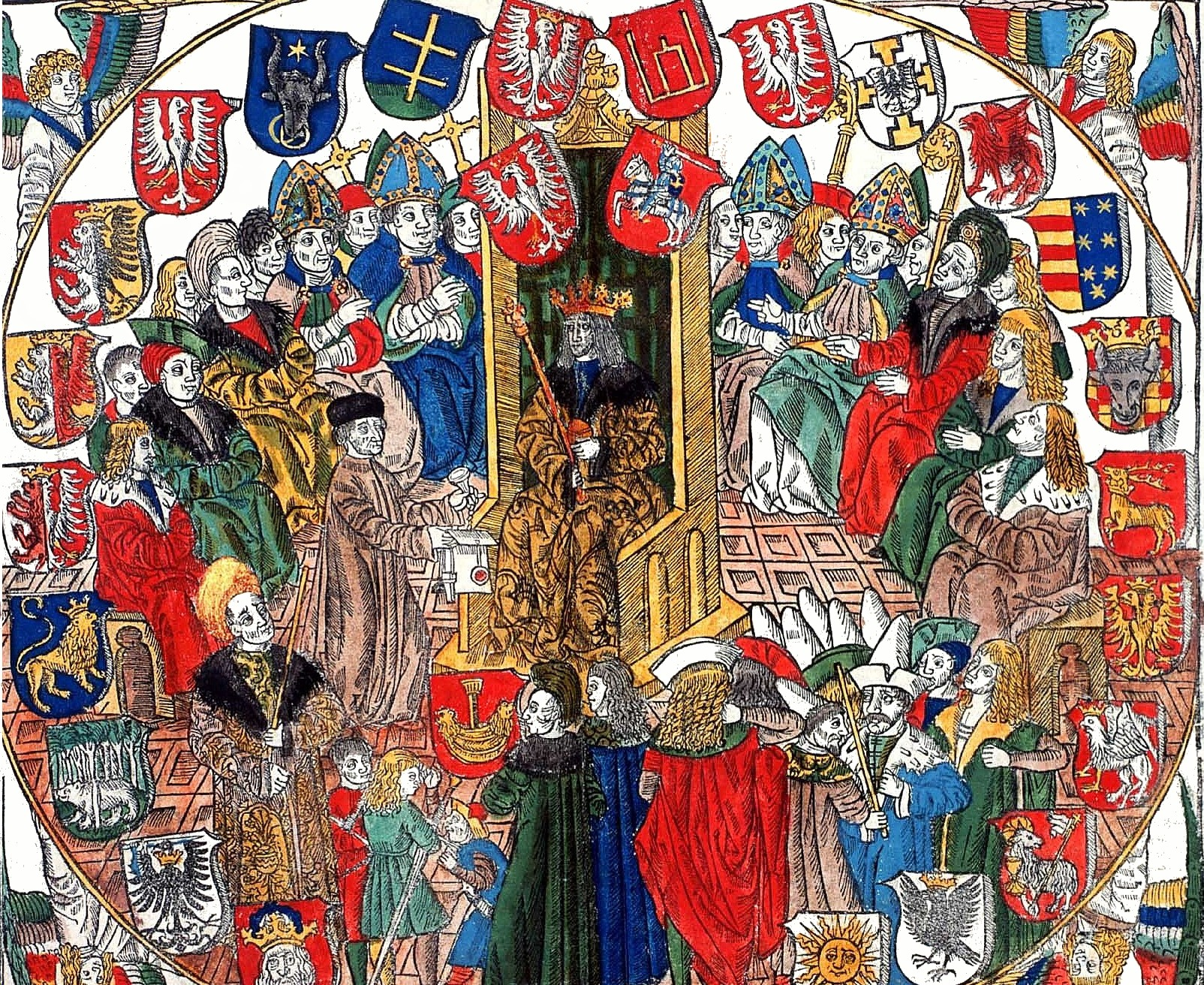
亚历山大·雅盖隆主持参议院

16世纪，矿业与冶金业也得到长足发展，诸多商业应用也取得技术进步。大批农林产品经由海路或陆路出口国外，使波兰在整个16世纪都取得贸易顺差。来自西欧的进口产品包括工业产品、奢侈品和纺织品。
绝大多数谷物都经由但泽（格但斯克）离开波兰，而但泽因其处在维斯瓦河入海口、拥有支流航道、并在波罗的海海运中占据重要位置，成为全波兰最富裕、发展程度最高、最自主的城市。但泽也是当时最大的手工业与制造业中心。其他城镇在对外贸易领域上因为但泽接近垄断的地位受到不良影响，但有利地参与了运输和进口环节。这些城镇中，最大的是克拉科夫、波兹南、利沃夫和华沙，以及波兰王国之外的布雷斯劳（弗罗茨瓦夫）。索恩（托伦）和埃尔宾（埃尔布隆格）是暨但泽之后王室普鲁士的主要城市。

### 市民与贵族

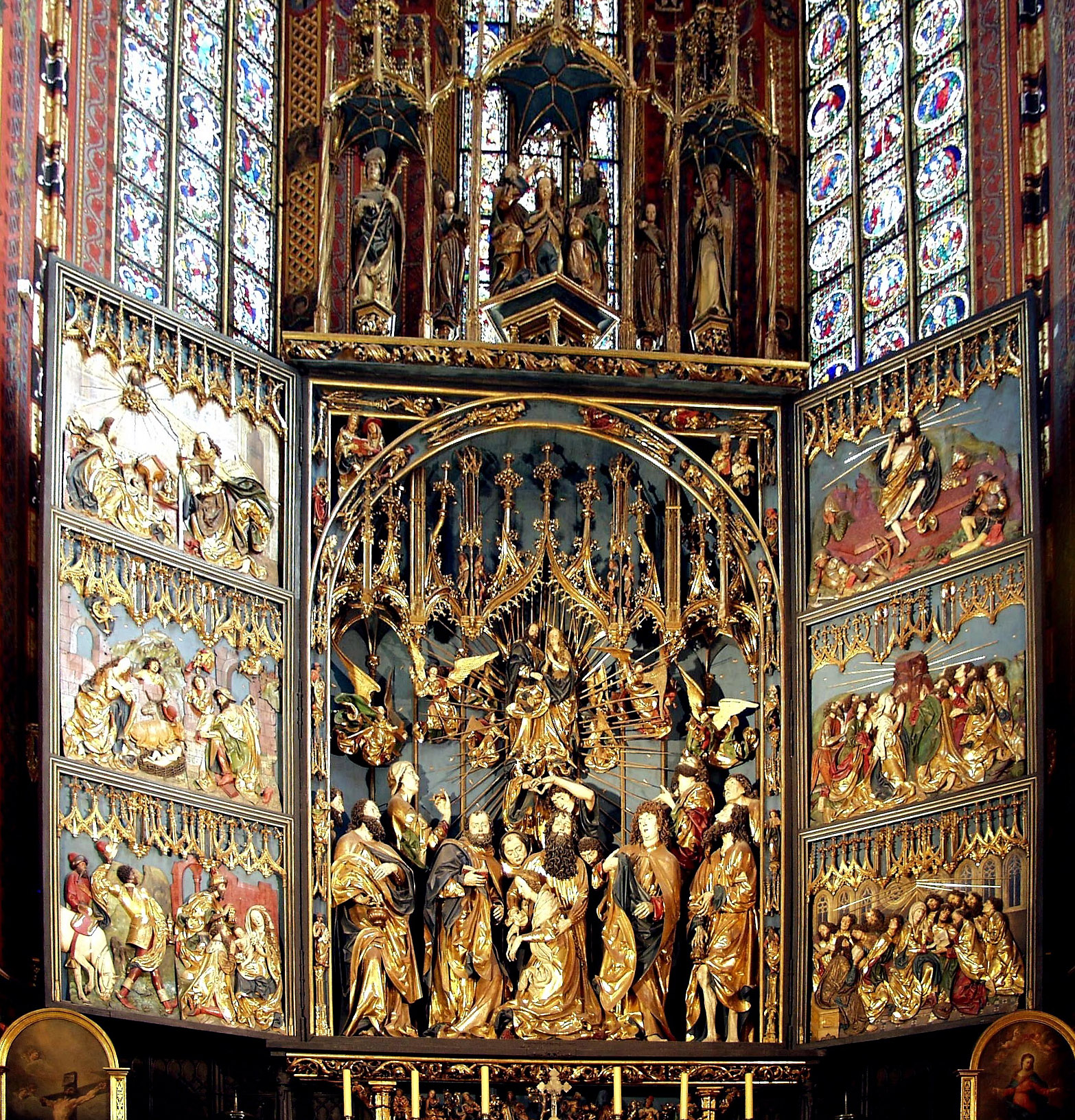
晚期哥特风格的维特·斯托斯祭坛由克拉科夫市民出资修建

16世纪，从事商业、银行业或工业投资的富有显贵家族（很多为德裔）依然控制着欧洲的大规模商业活动或借钱给波兰贵族，其中就包括王室。一些地方城市化程度较高，譬如大波兰和小波兰在16世纪末已有30%的人居住在城市里。上层市民由多个民族构成，往往是受过良好教育的。许多市民出身的人士在克拉科夫学院和外国大学受教；这一阶层的人士属于波兰文艺复兴艺术最杰出的贡献者。市民不能形成他们自己的政治阶级，于是尽管存在法律障碍，他们中很多人融入贵族。
波兰贵族阶级（或称什拉赫塔）占人口的比重（多达10%）较其他欧洲国家大。原则上他们都是平等的，而且享有政治权利，但有些贵族没有财产，不被允许担任公职或进入立法机构瑟姆或瑟米克（地方议会）。在有地贵族当中，有些人只拥有小片领土，自食其力，与农民家庭相差无几（联姻给予农民成为贵族的一道途径），而权贵拥有如同公国一般的庄园网络，统治几百个城镇与村庄，还有好几千子民。16世纪的波兰是一个“贵族共和国“，自雅盖隆王朝晚期起，贵族中的“中层人士”形成主要部分，但权贵掌控国家与教会的最高职位。在那时，波兰和立陶宛的“什拉赫塔”种族构成多样，各属不同的宗教派别。在这个宗教宽容的时代，这种因素对一个人的经济状况与职业前景影响甚少。文艺复兴时期的“什拉赫塔”珍惜自己阶级的特权（“自由”），形成对公共事务的责任感，教育自己的年轻人，对当时的趋势和事务兴趣浓厚，并且游历四方。在波兰文化黄金时代吸纳西方的人文主义和文艺复兴风格时，16世纪后期产生的贵族风格具有明显的东方风格。参观的外国人经常注意到富有波兰贵族宅邸的华丽与其以消费为导向的生活方式。

### 宗教改革

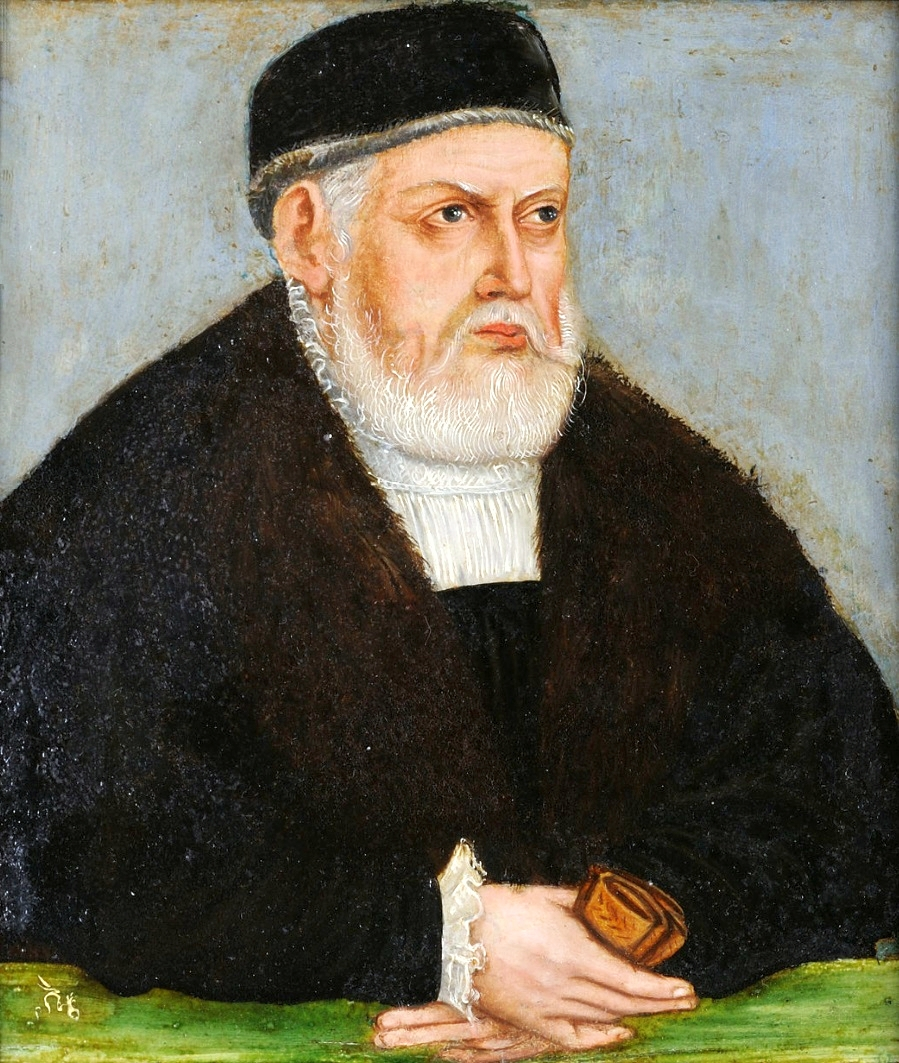
齐格蒙特一世

与欧洲其他国家一类似，波兰天主教会内部日益腐化，为宗教改革的传播创造有利的条件。比方说，具贵族血统的教会领导层不务圣事，专心于权力与利益这样的世俗事务，时常贪赃舞弊，而下级教士与这样的教会上层人士存在分歧。而中层贵族早已接受胡斯派的教义，对教会拥有的诸多特权越发嫉妒而具有敌意。
最易接受马丁·路德的学说的地方与德意志的联系颇为紧密，譬如西里西亚、大波兰、波美拉尼亚和普鲁士。1525年，社会底层的信义宗信徒在但泽发动起义，后来被齐格蒙特一世血腥镇压；经过一番考虑，他在市政府中加入了代表平民利益的部门。 在普鲁士公爵阿尔布雷希特的统治下，柯尼斯堡和普鲁士公国成为强力的新教宣传中心，影响整个波兰北部与立陶宛。齐格蒙特一世很快便对这种“新奇宗教”做出反应，在1520年颁布他的第一条法令，禁止一切对信义宗教义的传播，甚至禁止外国人到信义宗中心旅行。这样的禁教尝试（执行度较差）一直持续至1543年。

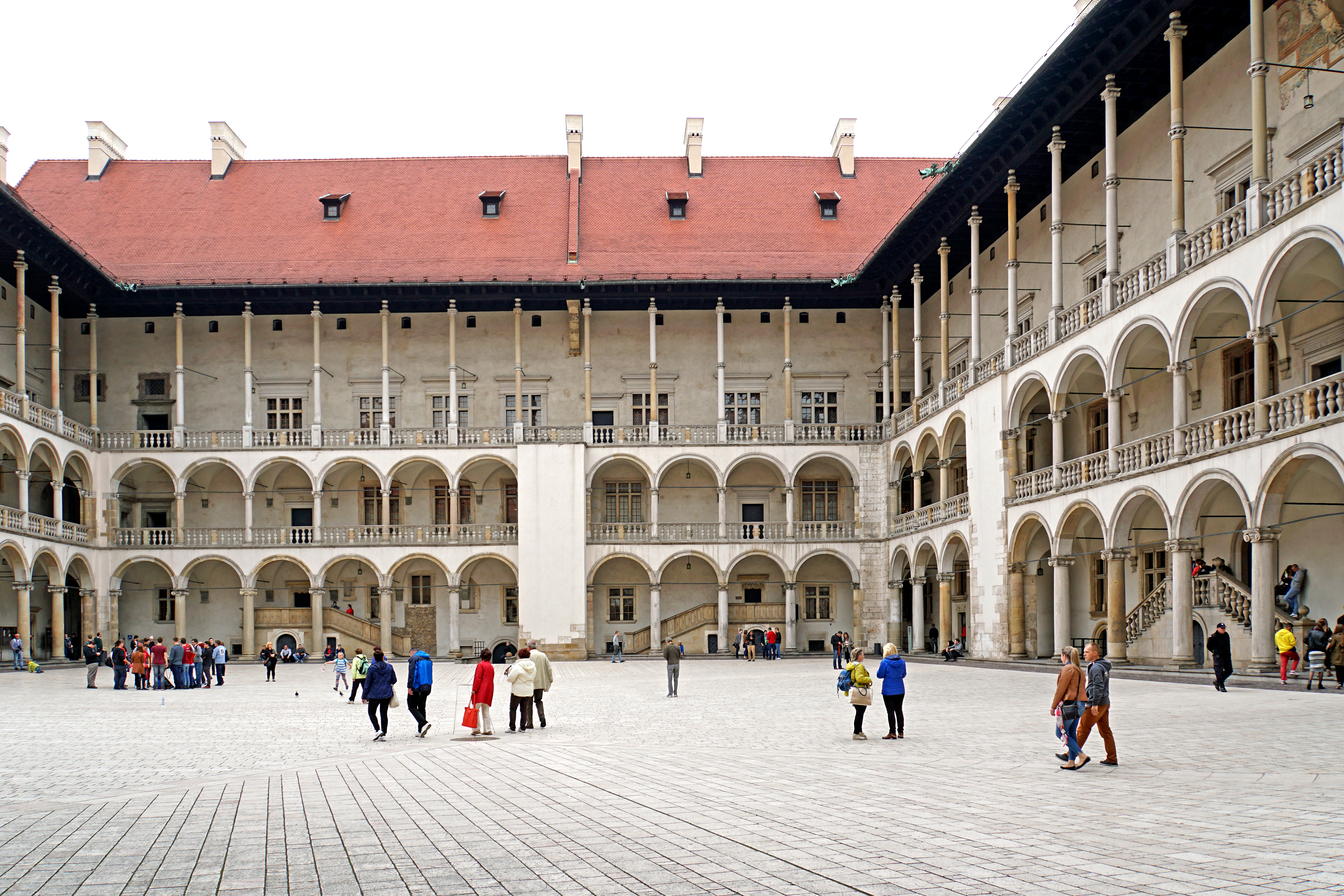
瓦维尔城堡文艺复兴样式的庭院

齐格蒙特一世之子齐格蒙特二世对不同宗教持更加宽容的态度，在1559年保证信义宗在王室普鲁士全境,拥有传教自由。 信义宗最终主要在波兰王国的王室普鲁士和大波兰西部获得坚实的信仰基础。除信义宗外，遭受迫害的再洗礼派和唯一神教派，以及大波兰的捷克兄弟会至少在“什拉赫塔”中获得较零星的回应。
另一方面，16世纪，加尔文主义在“什拉赫塔”和权贵中都获得较多拥护者，特别是在小波兰和立陶宛。由扬·瓦斯基所领导的加尔文主义者致力于新教教会的统一，意图建立波兰国教会；而基督教的所有派别，包括东正教会，都会被统一在这个国教会之下。齐格蒙特二世接受了他们的建议，1555年后，他向教皇派送使节，但教皇驳回了加尔文主义者的各类要求。瓦斯基和其他的几位加尔文派学者在米科瓦伊·“黝黑的”·拉齐维乌的资助下于1563年出版了布列斯特圣经，这是一部自原稿语言完整译出的波兰语圣经译本。 在1563年至1565年后（天主教会在全国范围内享有的裁判权被废除），完全的宗教宽容成为定规。波兰天主教会在这个危急时刻受到削弱，但其受到的损害并不严重（教会的大部分财产得到保留），这为后来反宗教改革的成功减轻了障碍。

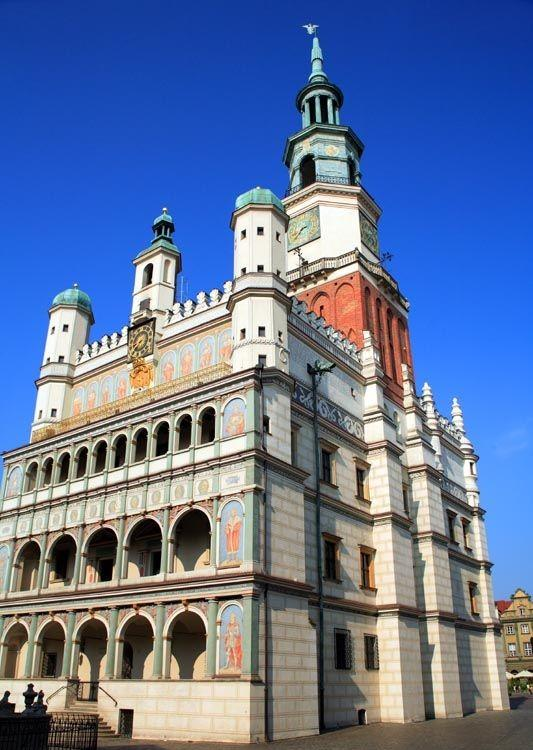
波兹南市政大厅

加尔文派信徒中也有部分来自社会底层，他们的领导人是平民背景的教士；因为对宗教和世俗教条的理解不同，加尔文派内部产生分歧。1562年，加尔文派正式分离，两个独立的教派正式成立，分别是主流加尔文派和规模较小但更激进的波兰兄弟会（也称作阿里乌斯派）。波兰兄弟会中的激进成员提倡社会正义理念，而且从自身做起践行这个理念。很多阿里乌斯派信徒（戈念兹的皮奥特尔、扬·涅莫耶夫斯基）是反对私有财产、农奴制、国家当局和军队服役的和平主义者；通过共居，部分人践行着土地与其他财产共享的理念。 1569年，凯尔采附近的拉库夫建成了一座重要的波兰兄弟会会堂与活动中心，这座会堂直到1638年才因反宗教改革而关闭。1570年，除阿里乌斯派外的几个波兰新教派别签署桑多梅日协议，协议提出要让这几个新教派别相互妥协合作；而阿里乌斯派中更温和且更大的派系到15世纪末时在这场运动中取得优势。
1573年，召集瑟姆颁布华沙联盟法案，该法案至少在贵族范围内确保宗教自由与和平。它给予包括波兰兄弟会在内的新教派别正式权利，而在接下来的几十年，这些新教派别将会一直保持这种权利。这让联邦在16世纪的欧洲中独一无二，根据天主教改革者枢机主教斯坦尼斯劳斯·赫修斯的说法，华沙联盟法案让联邦成为“异端者的安全庇护所”。

### 波兰文艺复兴文化

#### 波兰文化的黄金时代

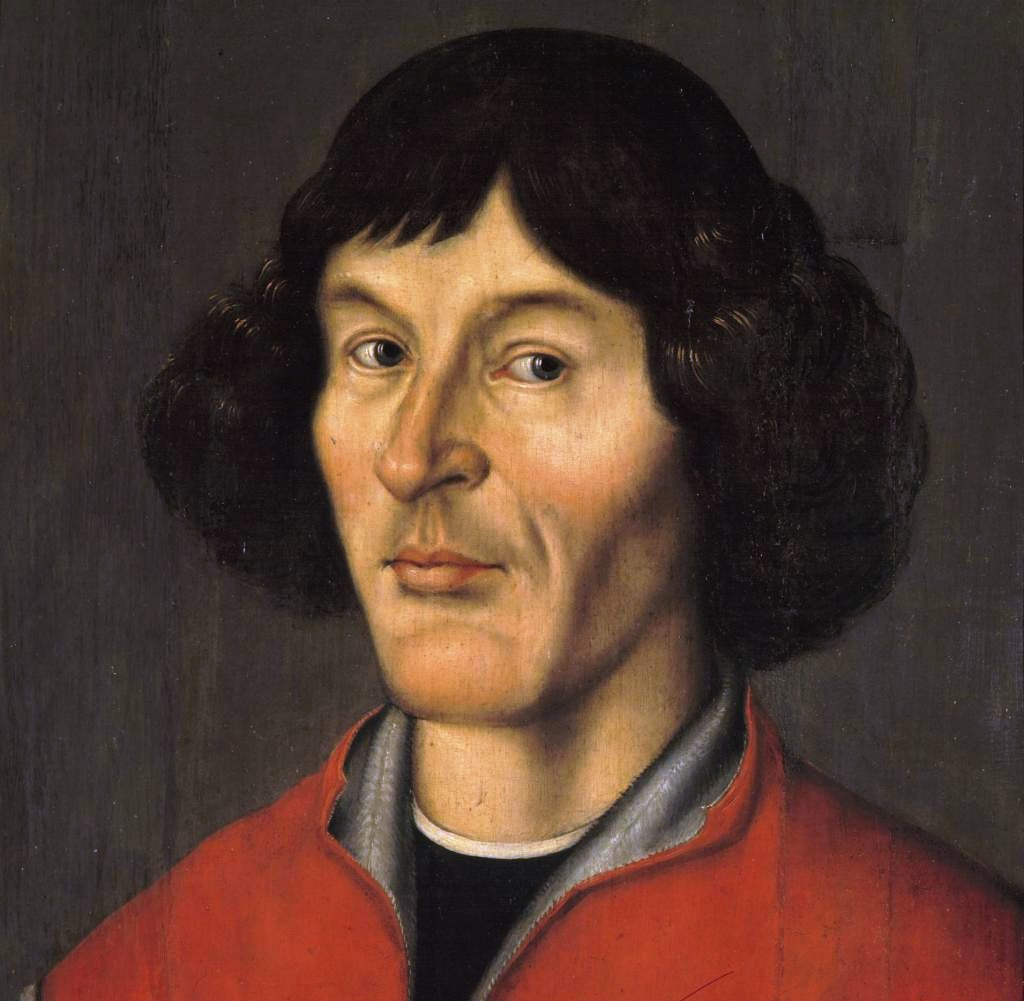
尼古拉·哥白尼

波兰的“黄金时代”，也就是雅盖隆王朝最后两位国王齐格蒙特一世与齐格蒙特二世在位期间，广义上就是16世纪，这一时期经常被视为波兰文艺复兴文化兴起的时代。此次文化繁荣的物质基础便是精英阶层的富裕兴旺，其中既包括有地贵族，也包括克拉科夫和但泽这类文化中心的城市显贵。和欧洲其他国家一样，文艺复兴的思潮首先是从意大利引入的，齐格蒙特一世迎娶博娜·斯福尔扎一事一定程度上加速了这一过程。很多波兰人来到意大利以学习当地艺术。 随着对意大利风格的效仿变得非常时髦（雅盖隆王朝最后两代国王的宫廷在这一方面一马当先，成为其他人的典范），很多意大利艺术家与思想家来到波兰，其中有些定居在这里，并多年在这里工作。随着深受伊拉斯谟影响的波兰人文主义先驱完成了对古典时代文化的初步吸收，后世的人们得以将精力更多放在发展本土文化上，并且因为波兰社会的多样性，他们推动了民族融合的进程。

#### 文学、教育和对知识成果的赞助

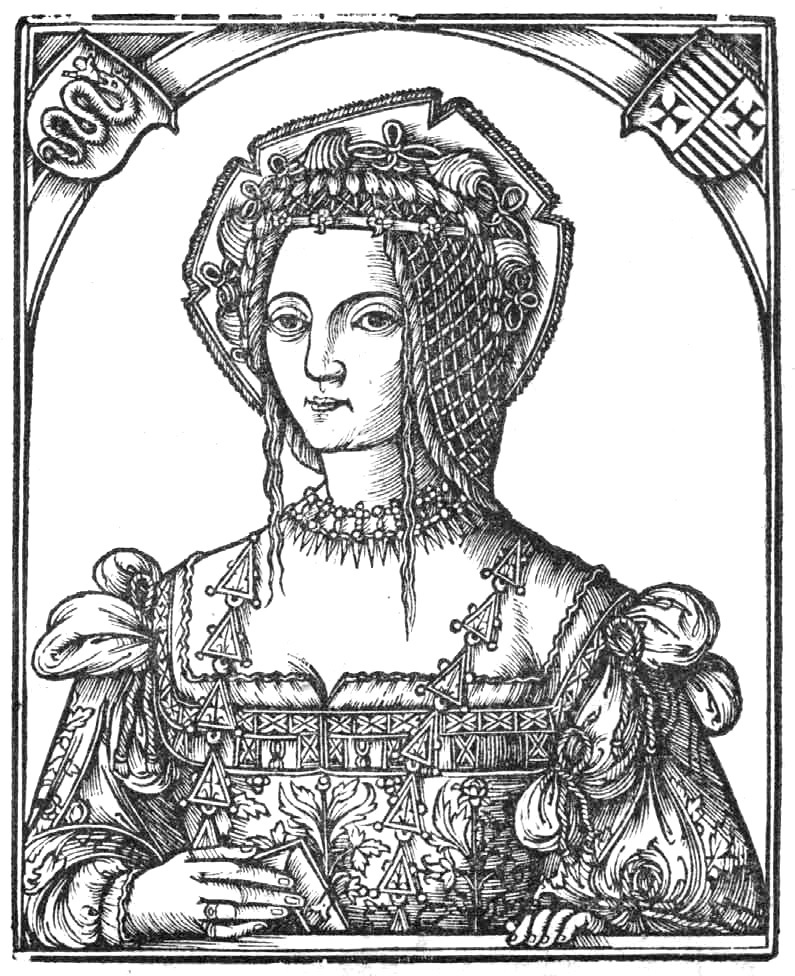
博娜·斯福尔扎，齊格蒙特一世的王后（1518-1548年在位），有教养而具有权势，资助教育事业

印刷业在1473年于克拉科夫兴起，此后便一直蓬勃发展。到16世纪末17世纪初时，联邦共有约20座印刷所，其中8座在克拉科夫，剩余的主要在但泽（格但斯克）、托伦和扎莫希奇。克拉科夫学院和齐格蒙特二世拥有藏书众多的图书馆；而贵族宫廷、学校和市民家中也拥有较少量的藏书。文盲率逐年下降，到16世纪末几乎每个教区都有一所学校。
1519年，一所高等教育机构卢布兰斯基学院在波兹南成立。宗教改革时，因为新教教派希望通过提供高质量教育吸纳信徒，很多文理中学（以学术为导向的中学）兴起，其中有一些具有国际知名度。天主教的反应是建立教育水平相当的耶稣会学院。随后，克拉科夫学院成立了属于自己的以人文主义规划的文理中学。
克拉科夫学院本身在15世纪末16世纪初时经历了一段繁荣时期，当时数学系、天文系与地理系尤其能吸引国外的很多学生就读。拉丁语系、希腊语系、希伯来语系和文学系同样很受欢迎。学院到16世纪中期时危机四伏，到17世纪初时退步到盲从于反宗教改革的地步。耶稣会在内讧中占据优势，在1579年于维尔纽斯建立一座大学学院，但他们未能接管克拉科夫学院。在这种条件下，很多人选择到国外继续求学。
齐格蒙特一世建立了现存的文艺复兴风格瓦维尔城堡，他和他的儿子齐格蒙特二世支持知识界与艺术界的活动，身旁都围绕着具有创造性的精英们。他们这种对知识分子与艺术家的资助为神职人士、封建领主以及大城镇的名门所效仿。

#### 科学

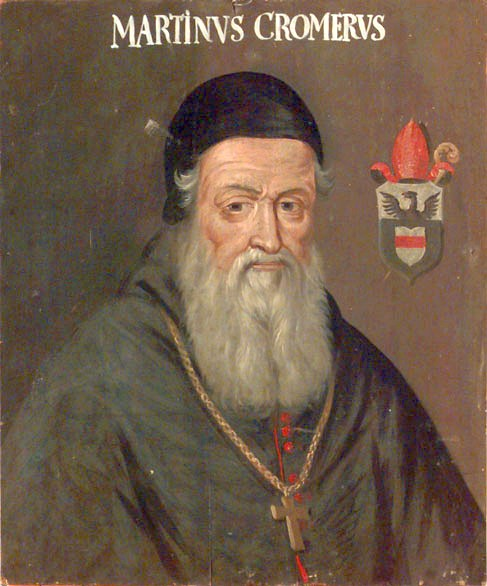
马尔钦·克罗莫

波兰科技在16世纪上半叶达到顶峰。中世纪的观点受到批评，更加理性的见解得到接受。哥白尼在1543年于纽伦堡发表《天体运行论》，撼动了传统价值体系对物质宇宙的理解，推翻了基督教所接受的托勒密式人类中心说模型，并为接下来科学探究的急剧增多扫除障碍。大体上这一时期的杰出科学家居住在国家各地，而且主要是市民出身而非贵族，这一点随时间的延伸越发显著。
尼古拉·哥白尼是一位来自克拉科夫的托伦商人的儿子，他在科学和艺术领域做出了许多贡献。他在克拉科夫学院激发了科学创造力，并在学院的科研高度上进行探究；他后来也在意大利的大学求教。哥白尼写下拉丁文诗作，发展劣币驱逐良币的经济理论，担任教区管理者，成为普鲁士瑟米克（地方议会）的活动家，并且保卫奥尔什丁反抗奥尔布雷希特·霍亨索伦的侵略。身为天文学家，他多年来在弗龙堡致力于科学研究，并在那里度过自己余生。
约瑟夫斯·斯特鲁修斯以其物理学家和医学研究者的身份闻名。伯纳德·瓦波夫斯基是波兰制图学先驱。马切伊·梅霍韦塔是克拉科夫学院院长，在 1517年发表关于东方地理学的专著《两萨尔马提亚论》（Tractatus de duabus Sarmatiis），波兰学者在这个领域为欧洲其他地方提供第一手研究资料。

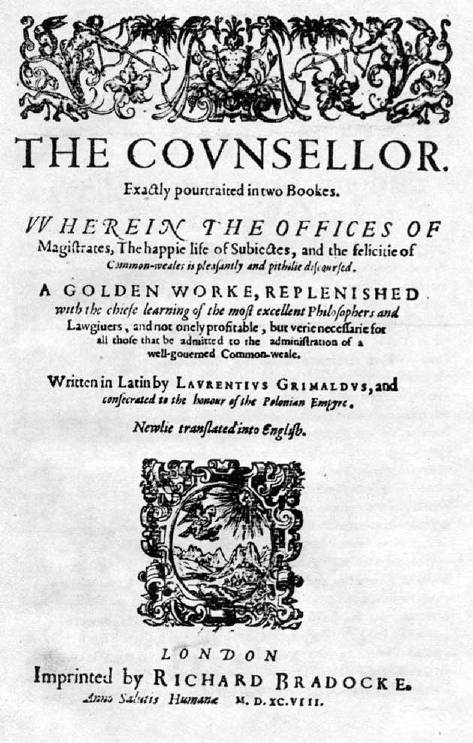
戈希利茨基所著的《顾问》，此为英语译本（译为The Counsellor）

安德热·弗雷奇·莫杰夫斯基是欧洲文艺复兴时期最杰出的政治思想理论家之一。他在1551年于克拉科夫发表他最著名的著作《论共和国的改良》（De Republica emendanda）。莫杰夫斯基批评了封建制度下的社会关系，建议推行广泛的现实主义改革。他提出法律面前人人平等，希望缓和当时存在的不公平状况。莫杰夫斯基颇具影响力，其作品经常被翻译为外文，他也是和平解决国际间冲突的积极拥护者。主教瓦夫热涅茨·戈希利茨基在1568年发表论文《顾问》（De optimo senatore），是西方世界另一位受欢迎并具有影响力的政治思想家。
历史学家马尔钦·克罗莫在1555年著《论波兰人的由来及其所为》（De origine et rebus gestis Polonorum），在1577年著《波兰》（Polonia sive de situ, populis, moribus, magistratibus et Republica regni Polonici libri duo），其中后者在欧洲获高度重视。马尔钦·别尔斯基在1550年左右写下通史《全球编年史》。马切伊·斯特雷伊科夫斯基的编年史（1582年）涵盖了东欧历史。

#### 文学
近代波兰文学始于16世纪。那时波兰语为所有受教育阶层所共用，不断发展成熟并渗透到社会生活的每个方面，包括市政机构、法律文献、教会和其他官方场合，一度与拉丁文并存。克莱门斯·亚尼茨基出身于农民家族，成为文艺复兴时期拉丁文诗人之一，并获得教皇的奖赏。另一位平民作家卢布林的别尔纳特用波兰语写下自己版本的伊索寓言，他的文章带有他自己对社会的激进看法。

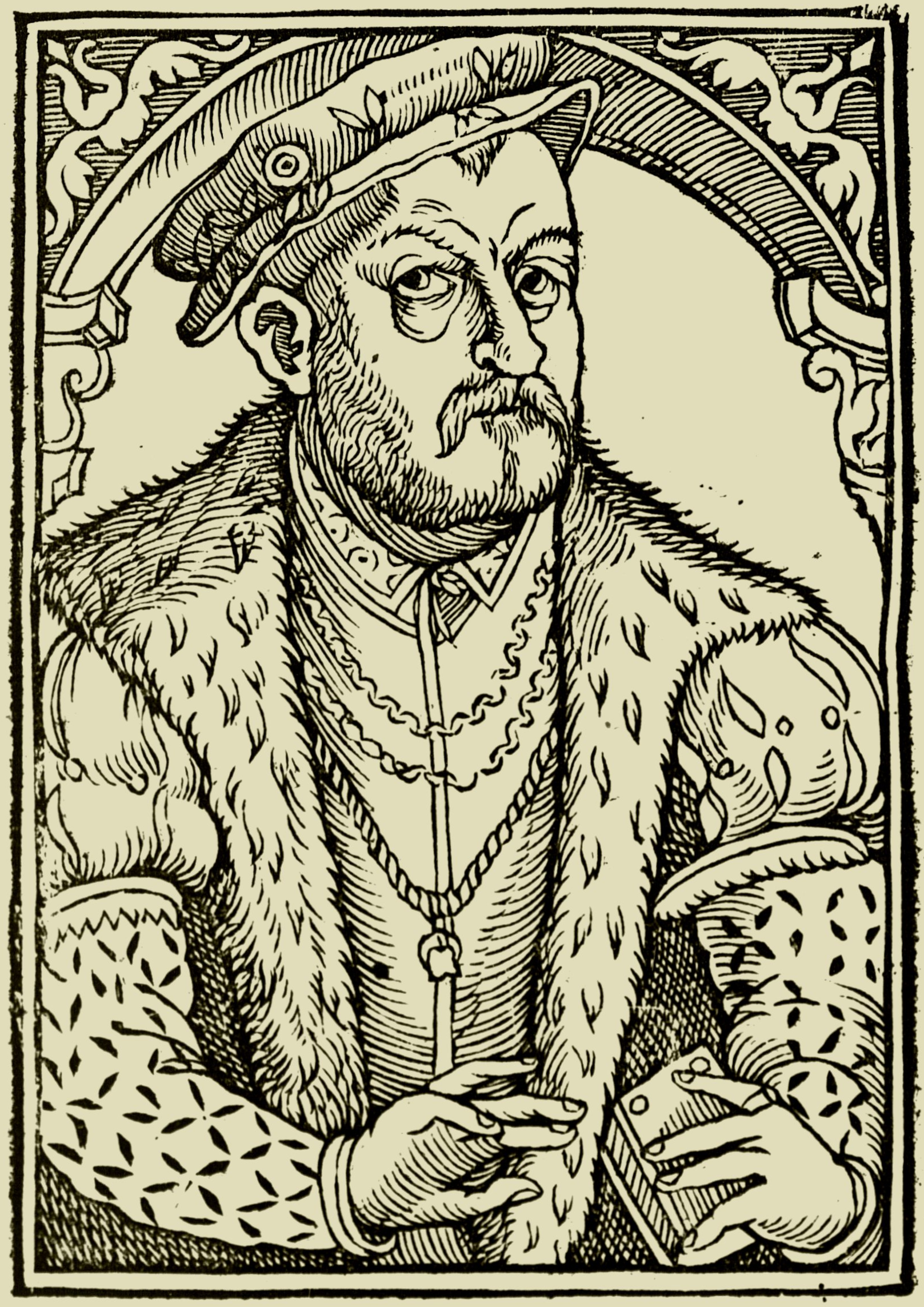
米科瓦伊·雷伊

在宗教改革的影响下，随着米科瓦伊·雷伊著作的面世，波兰文学语言有了突破性发展。他于1543年发表一部讽刺性作品《简述》（Krotka rozprawa między trzemi osobami, panem, woytem a plebanem），在文中他从一位牧师和一位贵族的手中保护了一个农奴，但他在后来的作品中经常赞颂安闲幸福的乡绅生活中所具有的乐趣。雷伊留下了诸多文学作品，他对波兰语发展的贡献不可抹杀。作家与翻译家乌卡什·古米茨基完善了这一时期的波兰语散文。他的同辈与好友扬·科哈诺夫斯基是波兰有史以来最伟大的诗人。 
1530年，科哈诺夫斯基出生在一个显赫的贵族家庭。他早年在克拉科夫、柯尼斯堡和帕多瓦求学，并在欧洲各地游历。他曾做过王室书记官，随后定居在恰尔诺拉斯村，这是他家族遗产的一部分。科哈诺夫斯基各个领域的作品都以其思想的深度、与读者所分享的情感、文字的优美以及形式的典雅完美而著称。科哈诺夫斯基最著名的作品包括田园诗《琐事》（Frascas）、叙事诗、宗教抒情诗、悲剧剧本《希腊使节的开除》、及其最受赞誉的《挽歌》，其中《挽歌》是作者在其幼女去世时所作。
诗人米科瓦伊·森普·沙任斯基上乘文艺复兴晚期，下启早期巴洛克艺术时期，在短篇作品中思维缜密，是这一领域的大师。

#### 音乐
跟随者欧洲，特别是意大利的音乐潮流，文艺复兴音乐在波兰以王室的赞助为中心，不断发展并产生新的乐派。齐格蒙特一世自1543年起便在瓦维尔城堡设立一个永久性的唱诗班，而宗教改革给教堂的宗教活动带来了大型团体以波兰语唱诵圣歌的仪式。卢布林的扬为管风琴和其他键盘乐器谱写了一份较为全面的曲谱。经常将民族元素融入音乐的作曲家包括沙莫图维的瓦茨瓦夫、米科瓦伊·戈穆乌卡和米科瓦伊·杰伦斯基，其中戈穆乌卡为科哈诺夫斯基翻译的赞美诗谱曲，而杰伦斯基采用威尼斯乐派的复调风格，使波兰的音乐更加丰富。 

#### 建筑、雕刻和绘画

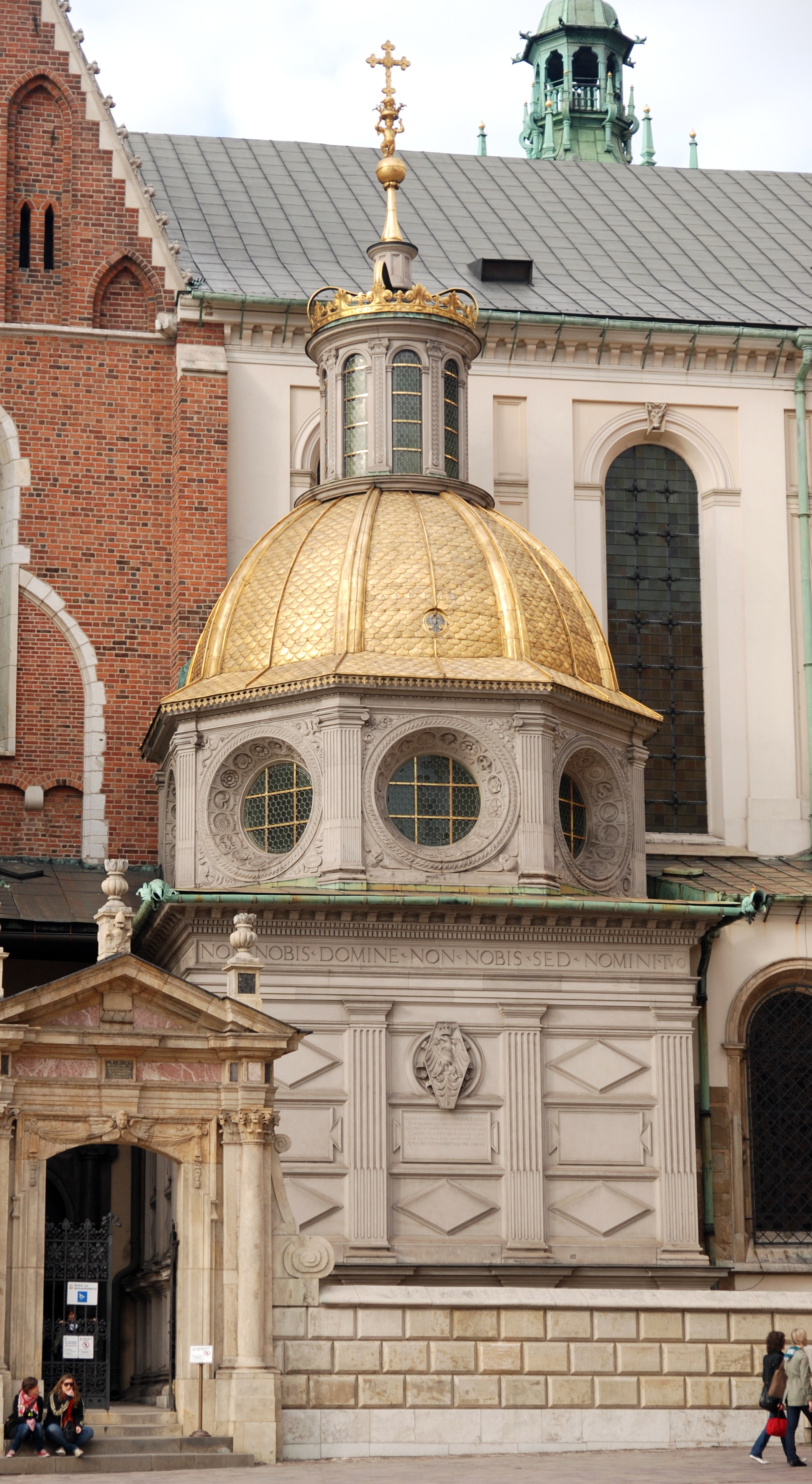
瓦维尔主教座堂的齐格蒙特礼拜堂

自16世纪初起，建筑、雕刻和绘画也在意大利的影响下发展起来。大批艺术家从托斯卡纳来到克拉科夫，在那里做御用艺术家。弗朗西斯科·菲奥伦蒂诺早自1502年起在约翰一世之墓工作，随后与巴托洛米奥·贝尔雷奇与桑多梅日的贝内德克特一起重建王室城堡，其在1507年至1536年间完工。贝尔雷奇还修建了瓦威尔主教座堂的齐格蒙特礼拜堂。波兰权贵、西里西亚皮雅斯特家族的亲王、甚至克拉科夫的商人（到16世纪中叶时他们的阶级在全国经济中获得力量）都新建或重建他们的宅邸，以使这些宅邸与瓦维尔城堡更为相像。以文艺复兴风格重建的诸多建筑包括克拉科夫纺织会馆和波兹南市政大厅，但哥特建筑的风尚仍然要持续几十年。
在1580年至1600年间，扬·扎莫伊斯基委派威尼斯建筑师伯纳多·莫兰多修建扎莫希奇城。此城的城镇和城防被设计为纯粹的文艺复兴风格和风格主义的美学典范。
墓碑雕刻常存于教堂内，大量出现在教士、权贵和其他富有人士的墓地上。扬·马里亚·帕多瓦诺和乌任杜夫的扬·米哈沃维奇属于杰出的艺术家。
巴尔萨泽·贝赫姆法典插图品质精良，但颇受哥特艺术影响。莫吉瓦（克拉科夫附近）西多会修道院僧侣斯坦尼斯瓦夫·萨莫斯特热尔尼克创作微型画和彩色壁画。 

### 中等贵族的共和国；执行运动

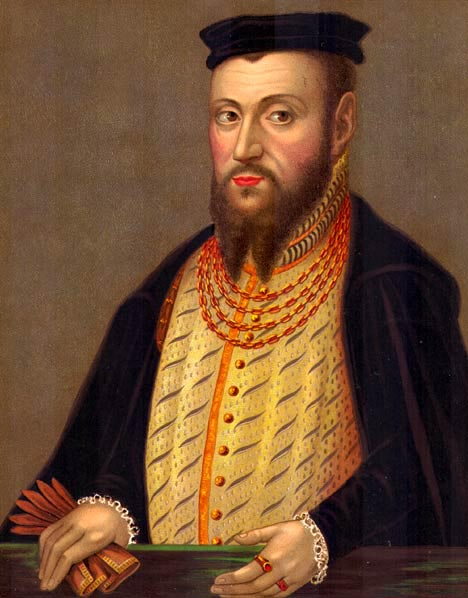
齐格蒙特二世，雅盖隆王朝的最后一个王；他为卢布林联合扫清了障碍

起初，大瑟姆（自1493年起成为两院制议会）下议院的“什拉赫塔”人数远小于来自上议院而更有特权的同行（当时由终身高级教士与王室理事会的男爵组成的机构被称为上议院），而到齐格蒙特一世在位期间，什拉赫塔要求增加议员人数，并要求议员完全由选举产生。但齐格蒙特一世更愿与权贵一起统治，视“什拉赫塔”为异己。
在1505年的“无共识则无新议”法案之后，被称为瓦斯基法的一系列法律于1506年得到颁布，并被分发到波兰各个法庭。这一系列法律是为方便运作一个统一而中央集权的国家而设立的，同时强烈保护普通“什拉赫塔”的权益。但齐格蒙特一世与其后的国王、上等贵族和教会人士经常无视这些法律。在这种形势下，“什拉赫塔”于约1520年时发起执行运动，要求让法律得到完全的成文化与彻底的执行。
1518年，齐格蒙特一世迎娶一位年轻而有主见的意大利公主博娜·斯福尔扎。博娜支配国王和权贵，巩固君主的政治地位与财政情况，为加大自身与王室的利益更是用尽手段，包括迫使贵族在王室选举中支持未成年的齐格蒙特二世当选波兰国王，让齐格蒙特二世在1530年老国王尚未去世时便加冕；而这种种举动招致了“什拉赫塔”中活跃分子的不满。

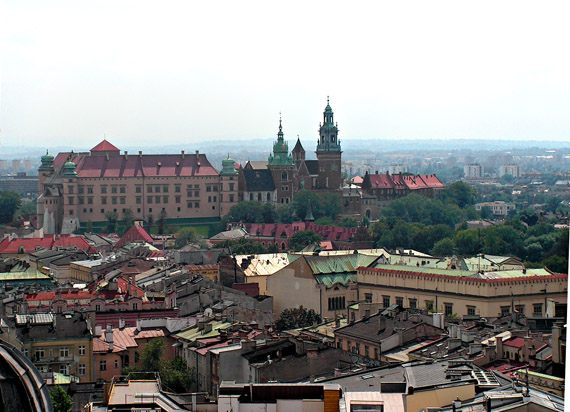
瓦维尔山、城堡和主教座堂

1538年至1539年的克拉科夫“瑟姆”上，有议员提出一份建设性的改革纲领，而这也为中等“什拉赫塔”反对派的政治运动拉开序幕。这次政治运动要求国王停止转让王室土地，也就是说国王不得随意将土地财产让与或卖给大地主；这次运动还要求禁止同一个人担任多份国家公职。这两项议案最早在1504年便已成为法律。但齐格蒙特一世不愿达到改革者的目标，而这对国家的财政与国防实力带来了负面影响。
齐格蒙特二世在位初时，国王与“什拉赫塔”之间的关系变得更糟，直到1562年两者的关系仍然不佳。齐格蒙特二世即位前秘密地迎娶了芭芭拉·拉齐维乌，而这一桩婚事遭到他的母亲博娜和王国权贵的强烈反对。齐格蒙特二世在1548年他父亲去世后登基，压制反对势力，在1550年将芭芭拉加冕为王后；几个月后新王后去世。与儿子不和的王太后博娜在1556年回到意大利，不久死于那里。

雅盖隆家族画像，小卢卡斯·克拉纳赫绘

“瑟姆”在1573年之前由国王自行召集（比如在当他需要资金发动战争时召集），由两个议院组成，由国王主持，在16世纪逐渐演变为国家的主要权力机关。1562年瑟姆上，齐格蒙特二世改为支持意图改革的执行运动，而改革派因此获得机会压制权贵与教会人士（并逐步遏制他们对权力与财富的滥用）。在这次与接下来的几次瑟姆中（1562年后的大约10年间），受到宗教改革鼓舞的“什拉赫塔”推行一系列改革，使波兰在财政上更加健全，在政治上更加清明，更加中央集权，在领土上更加统一。有些改革太过谨小慎微，其他的则从未完全完成（譬如收复被篡取的王室土地）。但无论如何，中等“什拉赫塔”运动从那时看还是颇为成功的。
新教活动家米科瓦伊·谢尼茨基是执行运动在议会的领导人，也是华沙联盟的组织者。

### 资源与战略目标

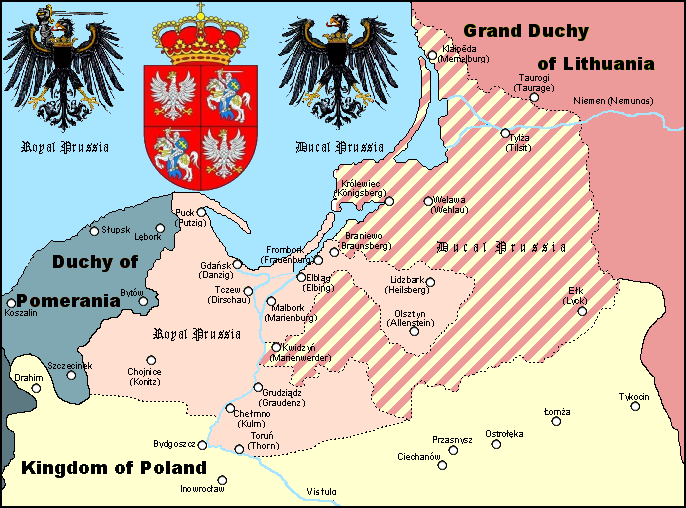
王室普鲁士标为浅粉色，普鲁士公国以斜线表示

尽管经济发展态势有利，16世纪波兰的军事实力相对于强邻（包括奥斯曼帝国、条顿骑士团国、哈布斯堡王朝和莫斯科公国）而言较为平庸。在大军动员的军事价值和意愿日益减少的情况下，可动用的军队主要由职业的雇佣兵组成。军队兵员数量和供给由“什拉赫塔”批准提供的资金决定，与对手相比，往往占下风，但素质精良，指挥有益，能够以寡敌众。战略目标的实现有赖于学识渊博的外交官与使节的优异工作。因为国家可利用的资源有限，雅盖隆王朝时期的波兰不得不将重心放在其安全与经济利益中最为决定性的部分，也就是巩固波兰在波罗的海沿岸地区的地位。.

### 普鲁士；对波罗的海地区统治权的争夺

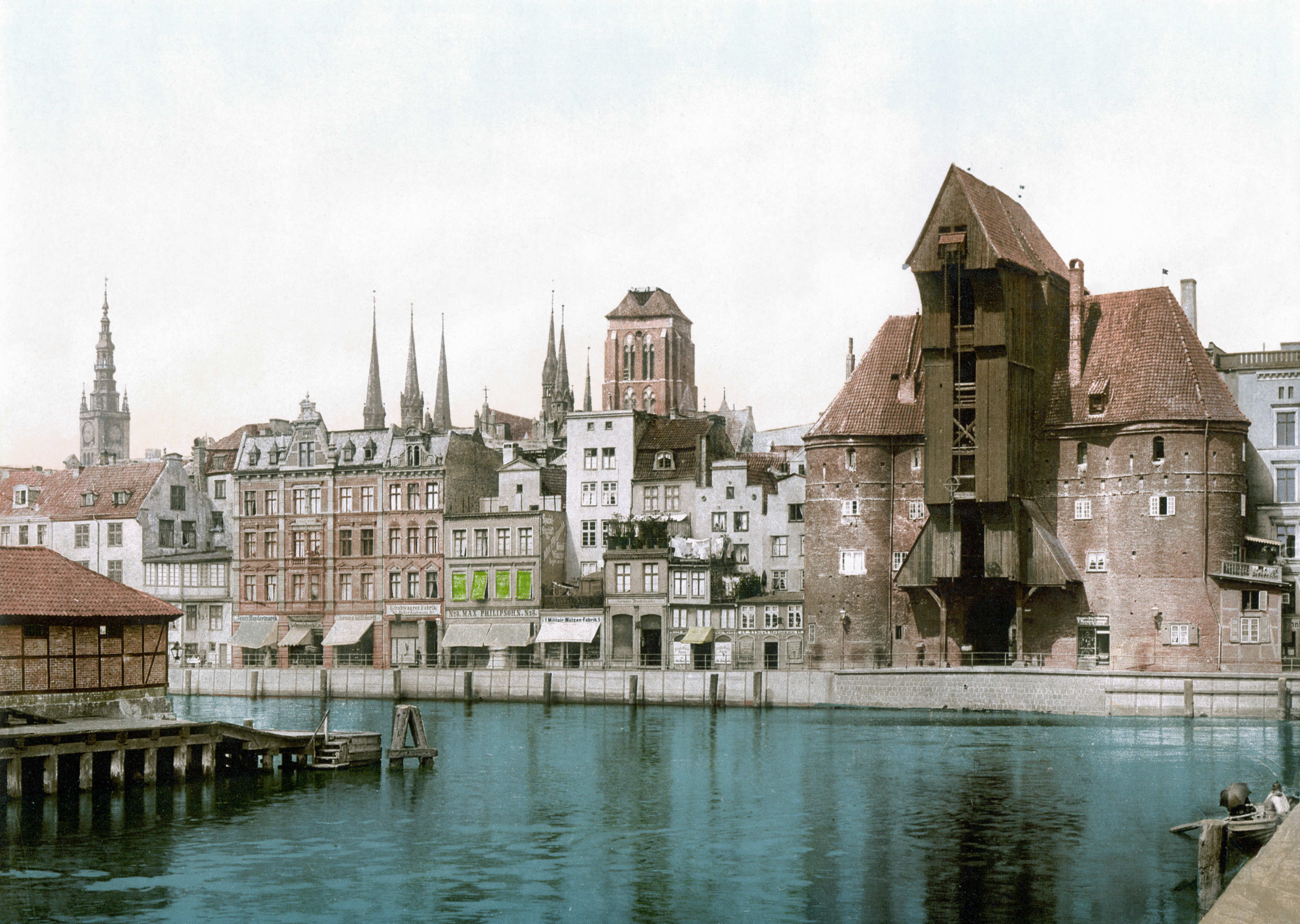
19世纪末二十世纪初时的但泽（格但斯克），右边是中世纪的港口起重机

1466年的托倫和約削弱了条顿骑士团，但未能长久地解决他们给波兰带来的问题，而条顿骑士团国也没有向波兰缴纳和约所规定的贡金。自1511年阿尔布雷希特当选为条顿骑士团大团长后，两国常年的恶劣关系变得更加恶化。在阿尔布雷希特重振旗鼓，并与波兰的敌人缔结同盟的情况下，波兰于1519年发动战争，1521年，在神圣罗马帝国皇帝查理五世的调停下，双方停战，战争结束。作为妥协，阿尔布雷希特在马丁·路德的说服下，开始将骑士团世俗化，并成立普鲁士公国，作为波兰的附庸国，由阿尔布雷希特及其后代统治。和约内容直接改善了波兰在波罗的海地区的局面，从那时看也能保护波兰的长远利益。双方于1525年在克拉科夫签署和约，条顿骑士团剩余领土（以柯尼斯堡为中心的东普鲁士）形成信奉新教（信义宗）的普鲁士公国，由波兰国王领导，随后，新普鲁士公爵阿尔布雷希特签署向波兰臣服的法案。

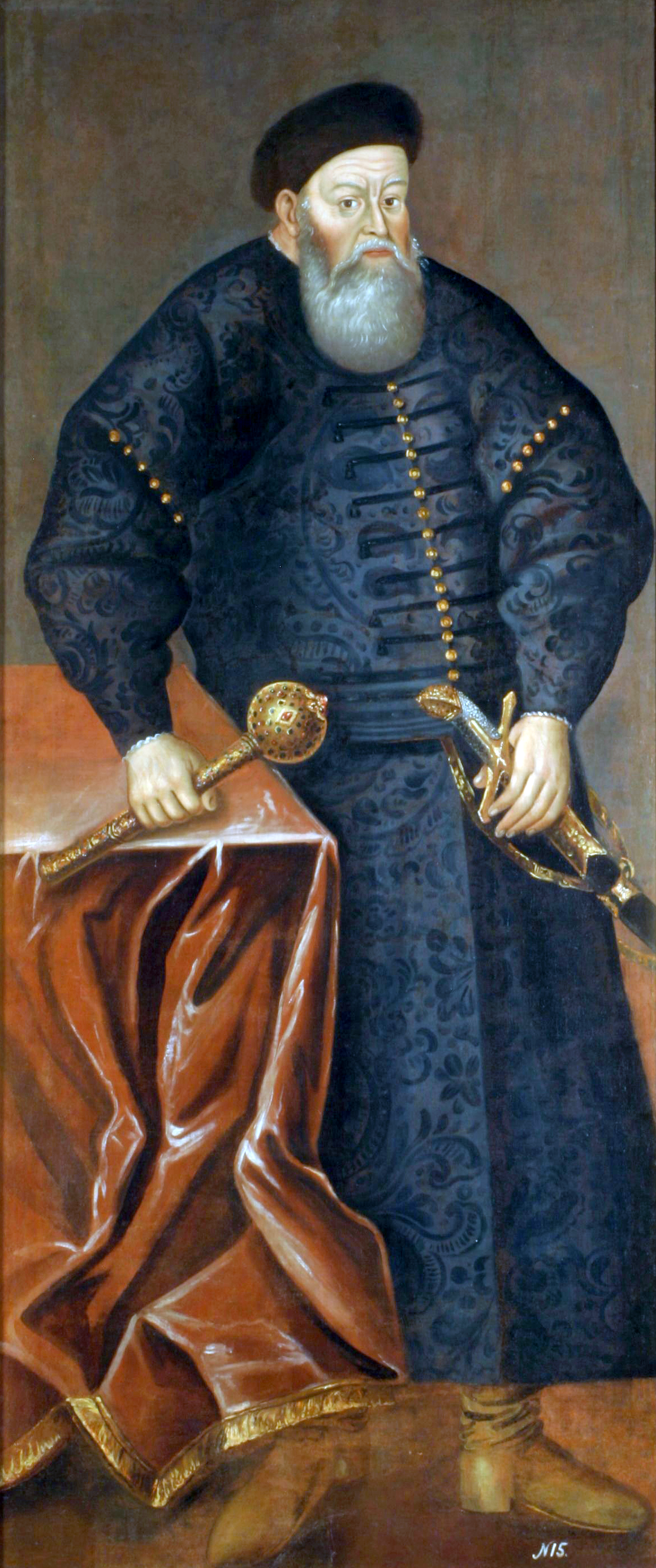
康斯坦丁·奥斯特罗格斯基，立陶宛第一任大盖特曼

事实上，勃兰登堡侯国的统治家族，也就是阿尔布雷希特所属的霍亨索伦家族一直在积极地扩大其势力范围；譬如在16世纪该家族便将外波美拉尼亚和西里西亚收入囊中。作为当时政治形势下的权宜之计，1563年齐格蒙特二世允许霍亨索伦家族中的勃兰登堡侯国选帝侯支系继承对普鲁士封地的统治，尽管其在1525年的协议中被排除在外。这个决定获1569年“瑟姆”通过，使普鲁士与勃兰登堡的进一步联合成为可能。齐格蒙特二世手中紧握其对普鲁士公国的至高权力。但他的继承者则不然，1572年后，波兰立陶宛联邦由赢得选举的国王所统治，而霍亨索伦家族在王朝事务上较为活跃，如此一来联邦更加不能抵制霍亨索伦家族日益增长的影响力了。
1568年，已经着手进行海军扩军计划的齐格蒙特二世成立航海委员会。而但泽（格但斯克）感到其垄断商贸地位受到威胁，于是与波兰发生冲突。1569年，王室普鲁士使但泽在法律上的自治地位受到极大程度的剥夺，1570年，波兰对但泽的无上统治权和波兰国王对波罗的海航运的控制权受到调整并获得法律认可（卡姆科夫斯基法）。

### 与莫斯科的战争

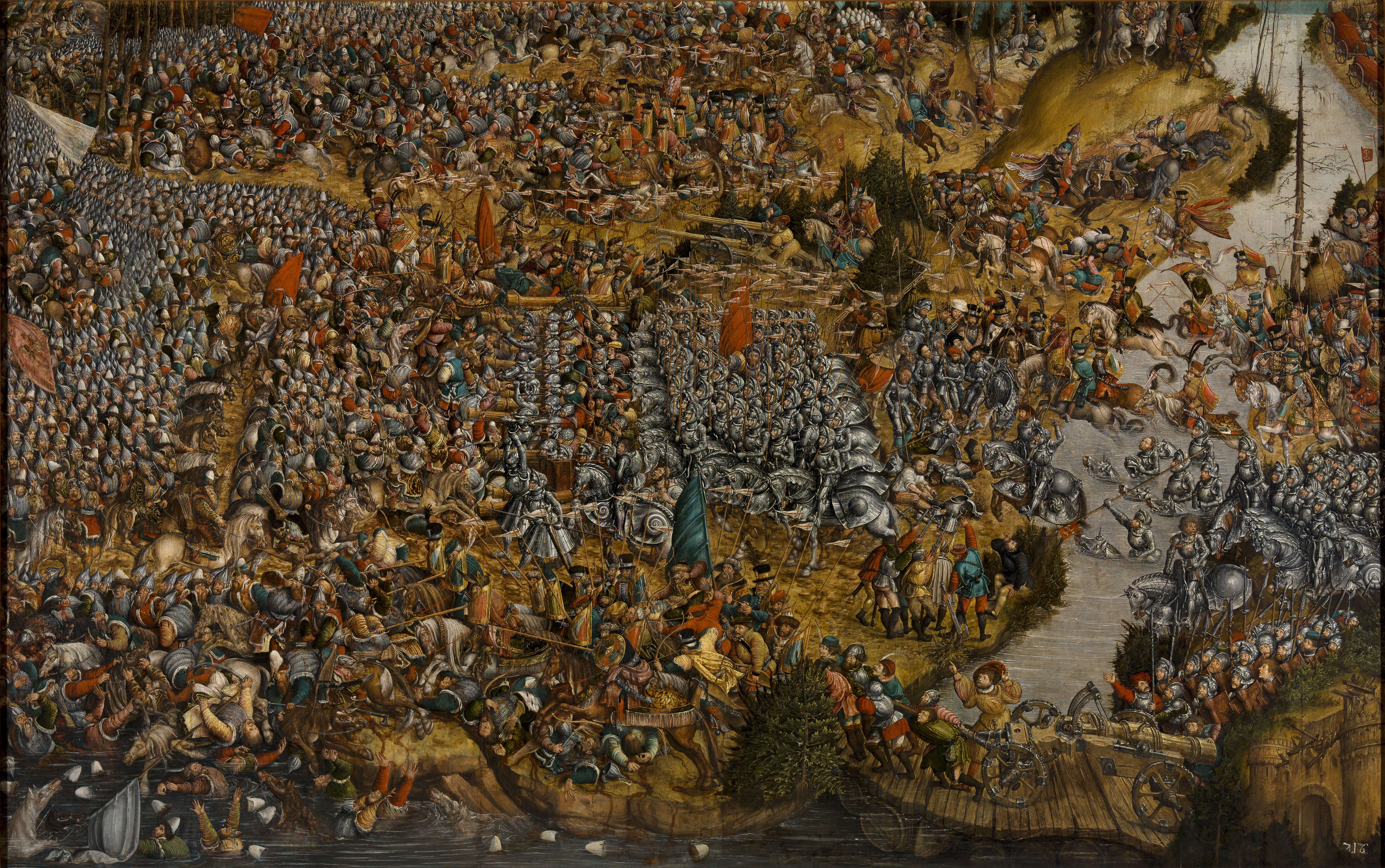
1514年奥尔沙战役

16世纪，莫斯科大公国继续收复立陶宛统治下的古罗斯领土。立陶宛大公国没有足够实力反击莫斯科的入侵，已经不得不控制在其领土内的罗斯人，不能指望罗斯封建领主对其的忠诚。这场战争旷日持久，从15世纪末一直打到16世纪前叶，使莫斯科获得第聂伯河以东的大片领土。波兰的支援与参战越发成为立陶宛东疆势力平衡不可缺少的一部分。
在沙皇瓦西里三世的领导下，莫斯科在1512年至1522年与立陶宛和波兰交战，其中莫斯科军队在1514年攻占斯摩棱斯克。同年，在盖特曼康斯坦丁·奥斯特罗格斯基的指挥下，波兰-立陶宛支援远征军于奥尔沙战役取得胜利，阻止了莫斯科的进一步扩张。1522年，双方签署停战协议，斯摩棱斯克地区和西弗利亚由俄罗斯统治。双方在1534年至1537年间再度兵戈相见，由盖特曼扬·塔尔诺夫斯基指挥的波兰援军使对戈梅利的攻占成为可能，并在斯塔罗杜布取得大捷。双方随后签署新和约（立陶宛只保留了戈梅利），边界局势因此稳定，两国获得了20年的和平。

### 雅盖隆王室与哈布斯堡王室；奥斯曼帝国的扩张

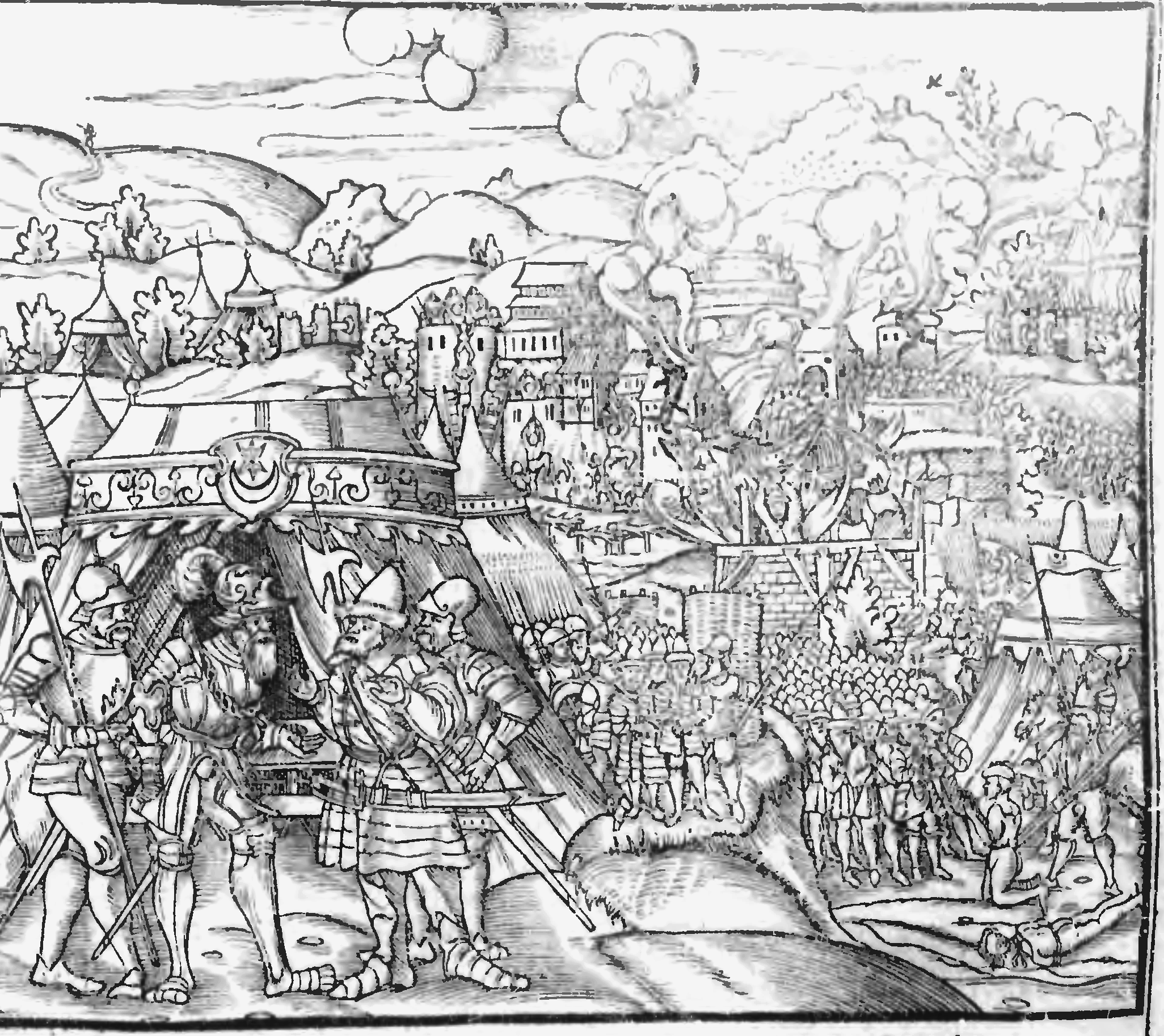
马尔钦·别尔斯基编年史：盖特曼扬·塔尔诺夫斯基在围攻斯塔罗杜布，1535年

1515年，神圣罗马帝国皇帝马克西米连一世与雅盖隆家族的兄弟，即匈牙利与波希米亚国王烏拉斯洛二世和波兰与立陶宛国王齐格蒙特一世达成王位继承协议。协议要求皇帝停止对波兰的敌人，即条顿骑士团和俄罗斯诸国的支持，但在1519年查理五世继马克西米连一世当选皇帝后，哈布斯堡家族与齐格蒙特的关系便恶化了。
雅盖隆王室与哈布斯堡王室在中欧的竞争以哈布斯堡王室的胜利告终。对由雅盖隆王室最后一代统治的国家不利的决定性因素是奥斯曼帝国的扩张。在1521年苏莱曼大帝攻占贝尔格莱德要塞后，匈牙利变得尤为脆弱。为防止波兰扩大对匈牙利的军事援助，苏莱曼派鞑靼-土耳其军队突袭波兰-立陶宛的东南部。第一次摩哈赤战役匈牙利军战败，弗拉迪斯拉斯二世之子，正值青年的拉约什二世战死。随后，在一系列国内冲突与外国干涉下，匈牙利被哈布斯堡王室和奥斯曼帝国瓜分。
1526年，马佐夫舍皮雅斯特家族（分裂割据时期领土划分的结果）最后一位公爵雅努斯三世去世，齐格蒙特一世得以在1529年将马佐夫舍完全纳入波兰王国的版图中。
自16世纪早期起，波兰和摩尔达维亚一直在争夺边界地区波庫蒂亞。最终，波兰与摩尔达维亚达成和约，和约自1538年起生效，波库季亚被留在波兰。1533年，波兰与奥斯曼帝国议定“永久性和约”，以稳固边疆局势。后来，摩尔达维亚覆亡并被奥斯曼帝国统治，但波兰-立陶宛权贵仍然积极参与当地事务。齐格蒙特二世甚至宣称对摩尔达维亚具有“管辖权”，并在1569年正式接受了对摩尔达维亚的宗主权，虽然拥有这种权力的时间不会长。

### 利沃尼亚；争夺波罗的海地区统治权

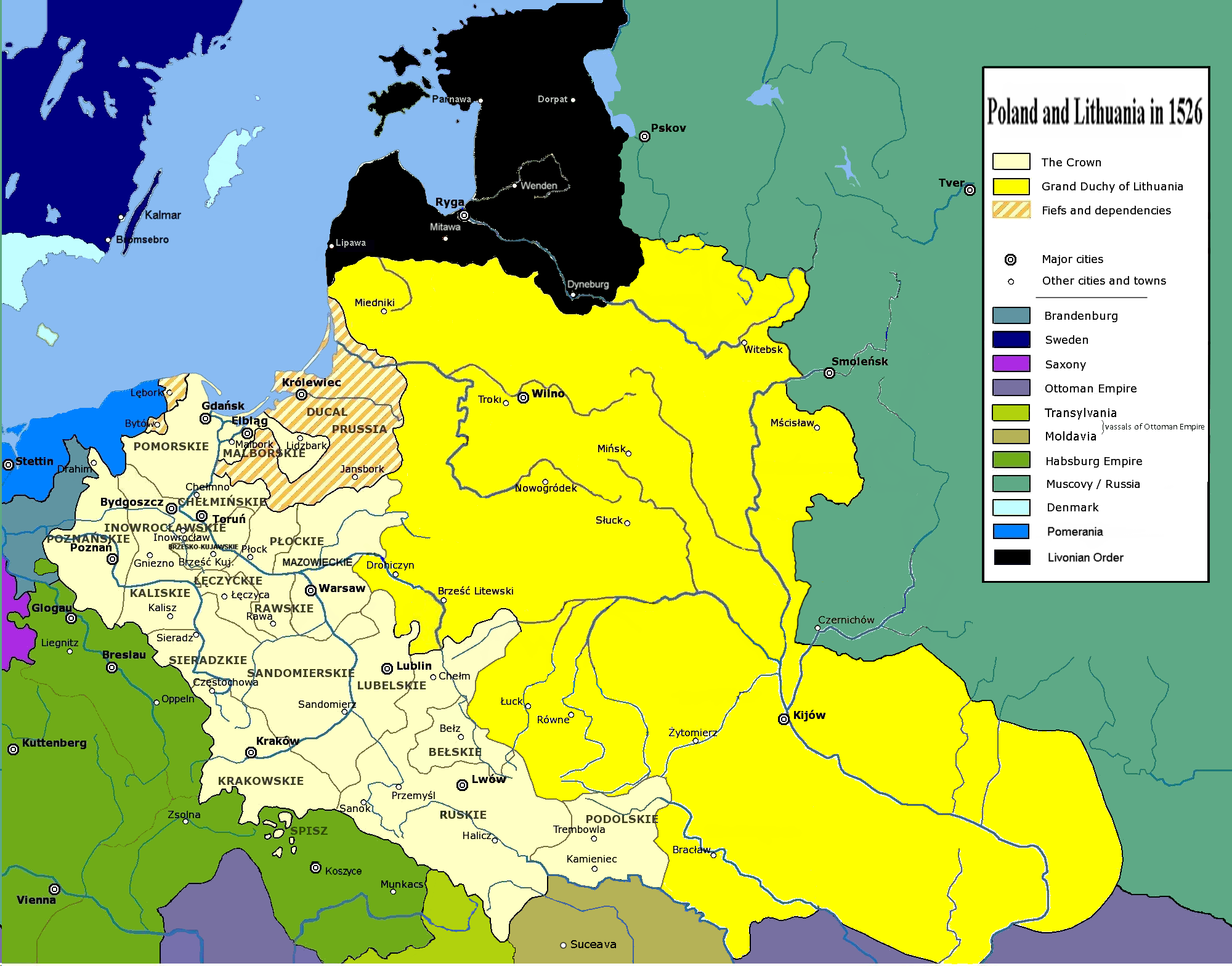
1526年的波兰立陶宛

利沃尼亚是波罗的海沿岸的一个地区，世代由宝剑骑士团统治，到1550年代时人口主要为信义宗信徒。因为希望控制利沃尼亚的波罗的海海港（特别是里加），也出于其他经济原因，16世纪立陶宛大公国意图扩大其在利沃尼亚的势力范围。这使波兰和立陶宛陷入与莫斯科和其他希望在这一地区扩张的势力的冲突中。
在1525年波兰和条顿骑士团签署克拉科夫条约后不久，阿尔布雷希特·霍亨索伦想要为他的兄弟里加大主教威廉寻求支配地位，于是计划在利沃尼亚开辟一块地方作为波兰-立陶宛的封地。但事与愿违，此举导致了利沃尼亚亲波兰-立陶宛势力的建立。1554年，当宝剑骑士团大团长与莫斯科签订条约，宣布利沃尼亚在俄罗斯与立陶宛之间的冲突中保持中立时，利沃尼亚爆发内战。在阿尔布雷希特和权贵的支持下，齐格蒙特二世向骑士团宣战。大团长威廉·冯·菲尔斯滕伯格未战即接受波兰-立陶宛的条件，根据波斯沃尔条约，利沃尼亚与立陶宛缔结军事同盟对抗莫斯科。

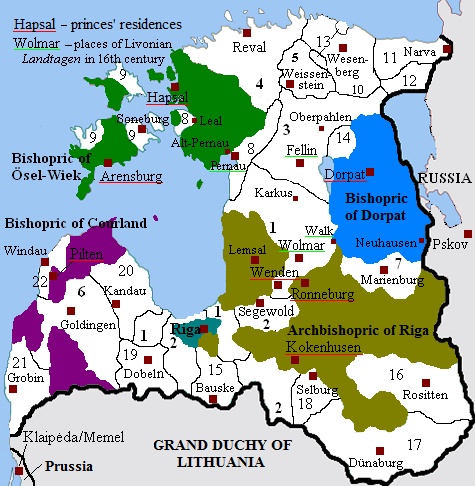
1534年的利沃尼亚，利沃尼亚战争之前

其他意图获得利沃尼亚通往波罗的海的入海口的势力以对利沃尼亚的瓜分作为回应，而这导致了旷日持久的利沃尼亚战争，这场战争从1558年开始，直到1583年才结束。伊凡四世在1558年占领多尔帕特和纳尔瓦，不久丹麦和瑞典又夺取了利沃尼亚的其他地区。为了保卫本国领土完整，利沃尼亚试图与波兰-立陶宛结盟。新任大团长戈特哈德·克特勒在1561年与齐格蒙特二世见面，宣布利沃尼亚成为臣服于波兰国王的附属国。11月28日的协议要求将宝剑骑士团世俗化，并将新成立的利沃尼亚公国作为自治实体并入“共和国”（联邦）。库尔兰和瑟米加利亚公国也在维尔纽斯联盟的协议中作为独立的封国成立，由克特勒统治。齐格蒙特二世将收复被莫斯科和波罗的海势力侵占的利沃尼亚土地作为自己的责任，波兰与俄罗斯之间的激烈战争（1558年-1570年和1577年-1582年）及波兰与瑞典之间的激烈冲突都因此引发，其中后者还是为了解决关于对波罗的海贸易的控制权与自由通航权的重要问题而爆发。

齐格蒙特二世与他的谋臣的波罗的海政策是16世纪波兰最为成熟的战略计划。对联邦而言，国王等人在这一方面的努力带来了相当大的成功。上述战争于国王斯特凡·巴托利在位时结束。

### 齐格蒙特二世统治下波兰立陶宛政合国

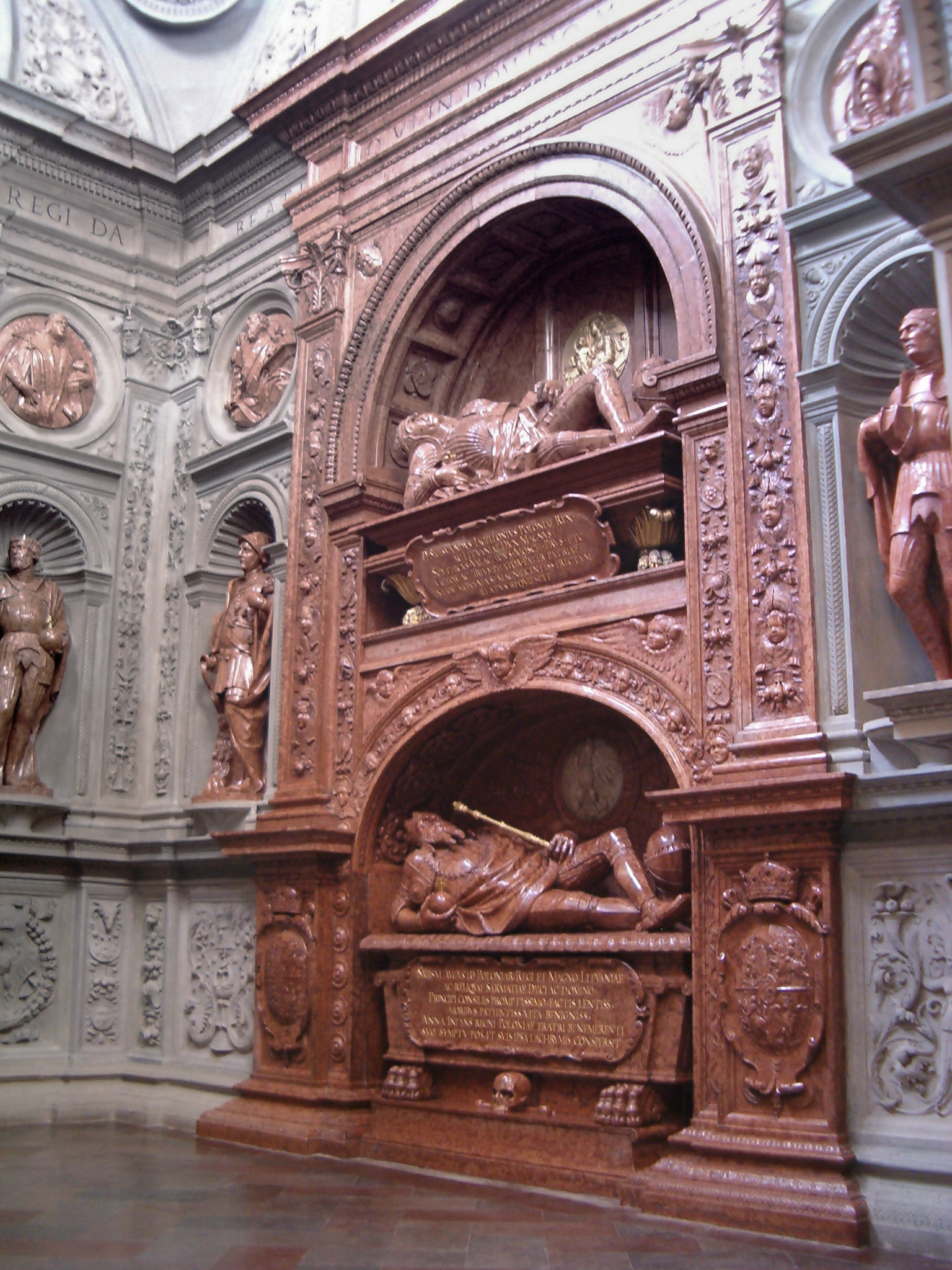
齐格蒙特一世与齐格蒙特二世的棺椁，位于齐格蒙特礼拜堂

齐格蒙特二世膝下无子，使将波兰和立陶宛大公国之间的君合国关系转变为更为持久而紧密的关系一事变得更加紧迫；这也是执行运动的重点。立陶宛的法律被编为法典，改革分别在1529年、1557年、1565年与1566年之交及1588年得到推行，逐步使立陶宛的社会制度、法律体制和经济体系更加类似于波兰，并加大了中小贵族的作用。 立陶宛与伊凡四世统治下的莫斯科交战，并从这一方向感受到威胁，这两点更迫使波兰和立陶宛形成政合国关系。
因为立陶宛权贵担心失去他们的支配地位，有时表现出不合作的态度，议定具体协议的过程充满坎坷，从1563年持续至1569年。这使齐格蒙特二世做出单方面聚顶，将波兰和立陶宛之间大量存在争议的领土，包括立陶宛属乌克兰的大部并入波兰王国，迫使立陶宛权贵重新加入谈判进程，参与宣布卢布林联合法案于1569年7月1日生效。不久的将来，立陶宛在东部边境的局势变得更加安全。立陶宛日益波兰化的贵族在接下来的几个世纪中对波兰立陶宛联邦文化作出巨大的贡献，但却耽误了立陶宛民族的发展。
立陶宛语作为农民使用的下层用语而留存下来，自马尔蒂纳斯·马日维达斯于1547年出版立陶宛语教义问答后，立陶宛语也作为书面语用于宗教用途。鲁塞尼亚语一直是大公国的官方语言，即便在卢布林联合后也仍然保持这一地位，直到被波兰语取代。

### 联邦：多元文化，权贵统治

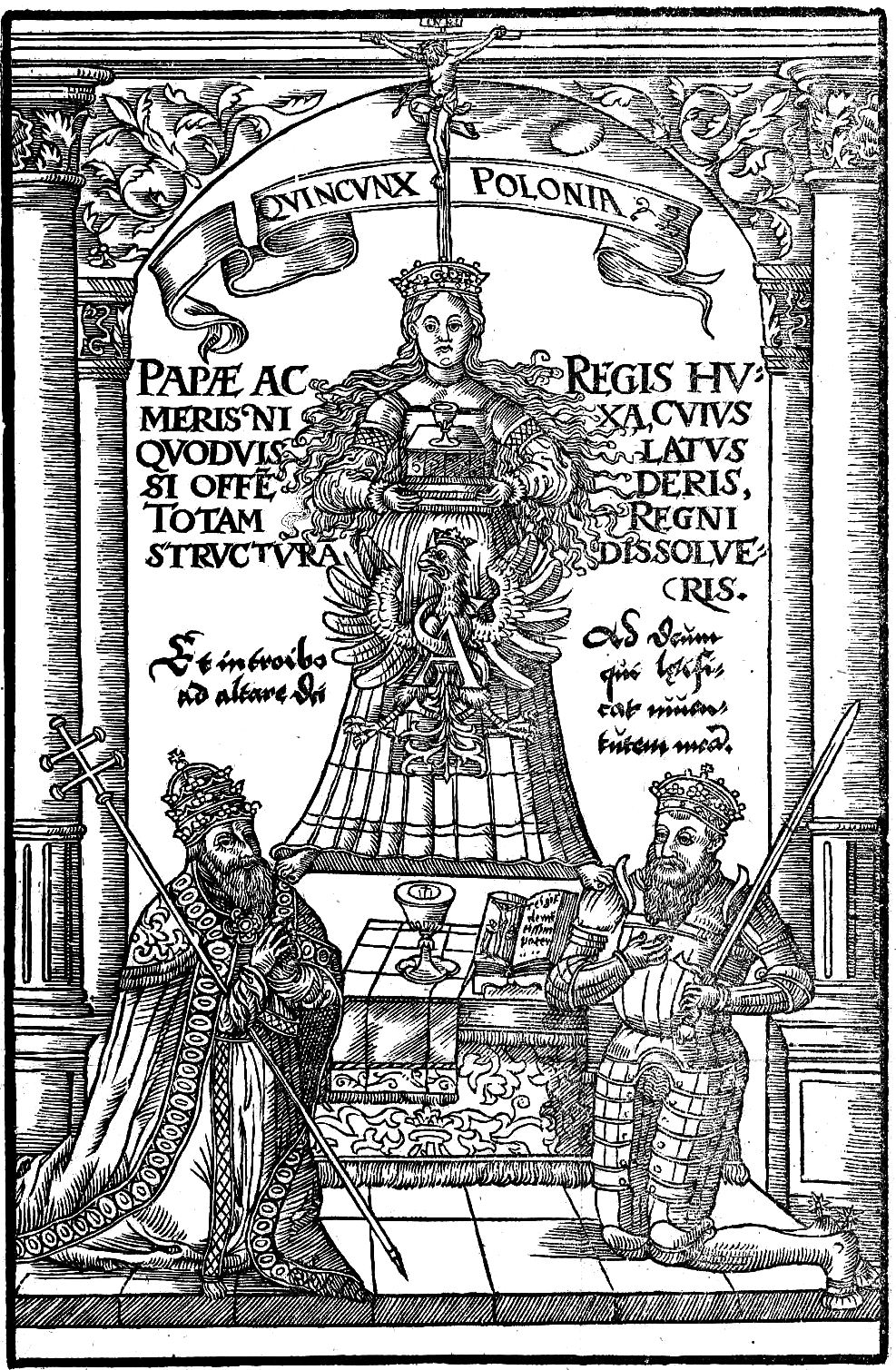
什拉赫塔思想家斯坦尼斯瓦夫·奥热霍夫斯基的波兰王国观念。1564年，奥热霍夫斯基著《五点》（Quincunx），论述由贵族支持的国家的原理

卢布林联合使统一的波兰立陶宛联邦（“共和国”）得以成立，联邦国土从波罗的海和喀尔巴阡山脉延伸至现在的白俄罗斯与乌克兰的中西部地区（此地从前为基辅罗斯诸公国）。在新联邦内部，波兰和立陶宛仍然保留了某种程度的正式意义上的不同（彼此独立的国家部门、军队、国库与司法系统），但是两国联合形成了拥有同一君主、同一议会、同一货币制度和同一外交-军事政策的多民族政治实体，在这个国家内部只有贵族享有完整的公民权。此外，贵族中的上层人士几乎占据联邦的支配地位，权贵势力拥有利用并控制余下的“什拉赫塔”满足一己私利的能力。而这种趋势也因卢布林联合，权贵可以自由定居并占有土地的缘故， 而越来越强，在1572年雅盖隆王朝末代国王齐格蒙特二世去世或此后不久时，这种情况尤为明显。 
新成立的联邦最明显的特征之一是其民族众多，并因此呈现宗教信仰和教派的多样性。典型的民族包括波兰人（至多占总人口50%）、立陶宛人、拉脱维亚人、罗斯人（相当于现在的白俄罗斯人、乌克兰人、俄罗斯人或他们的东斯拉夫人祖先），德意志人、爱沙尼亚人、犹太人、亚美尼亚人、鞑靼人、和捷克人，而其他民族包括人数较少的西欧民族。至于17世纪初期主要的社会阶层，接近70%的联邦人口为农民，超过20%为城镇居民，而贵族和牧师加起来不足10%。总人口估计在800万到1000万之间，到17世纪中叶（1648年1月的赫梅利尼茨基起义）前一直呈增长趋势，而增长率不定。联邦东部领土（被称为罗斯或鲁塞尼亚）的斯拉夫人，除殖民于此的波兰贵族（和波兰化的当地贵族）外，全都是东正教徒，这种情况就是联邦未来将会出现的危机的肇因。

### 犹太人移民

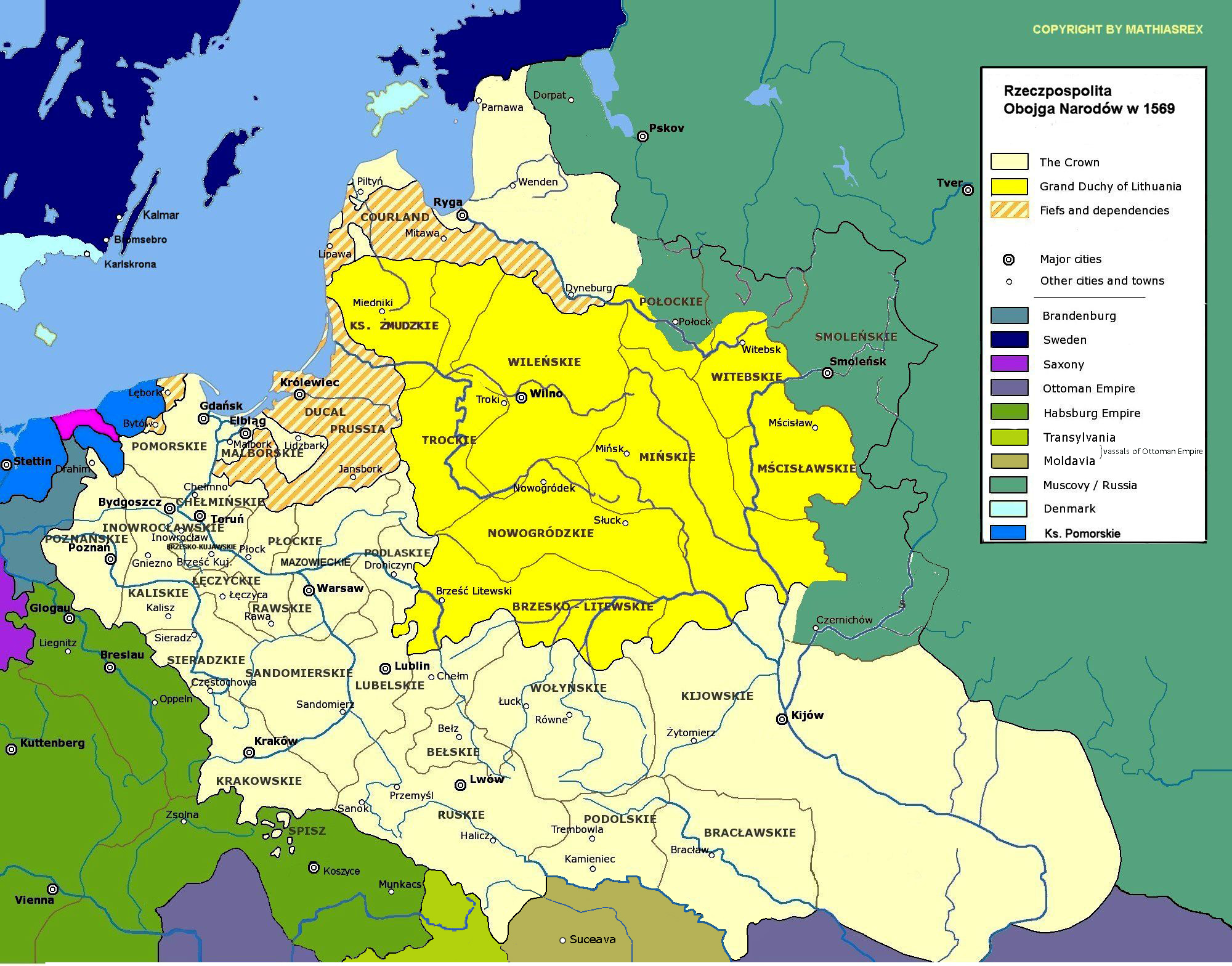
1569年的波兰立陶宛联邦，立陶宛大公国因大片领土被俄罗斯沙皇国和波兰夺取，其幅员与一百多年前相比大幅度缩小

因为13世纪时颁布的王室法令（1264年大波兰公爵波列斯瓦夫颁布的卡利什法案）保证犹太人的安全和宗教自由，与此时西欧的宗教迫害形成鲜明对比，波兰成为欧洲最多犹太人的家乡。在1348年至1349年间黑死病疫情爆发后，西欧有些人指责犹太人是瘟疫发生的原因，由此对犹太人的宗教迫害愈演愈烈。 既然替罪羊已经找到，德意志城市便展开针对犹太人的大屠杀，迫使幸存者向东逃亡。而波兰大部分地区幸免于这场瘟疫，犹太移民为这个崛起的国家带来宝贵的才智，做出巨大的贡献。在整个中世纪，波兰犹太人数一直上升；到15世纪末，其人数已达3万人，而且随着其他地方躲避进一步宗教迫害的难民持续涌入，到16世纪波兰已有15万犹太人。1532年颁布的一则王室特权法令承认犹太人享有在王国各地从事贸易活动的自由。直到1552年至1553年，仍然有很多德意志邦国继续对犹太人的迫害与驱逐。到16世纪中叶，全世界80%的犹太人在波兰和立陶宛生活并且取得繁荣；而此时中西欧仍然拒绝犹太人。犹太人在波兰-立陶宛逐渐取得管家和中间人的职位，打理权贵拥有的大庄园（特别是在东部边疆），并从那里获得收入，最终发展为不可缺少的商业与管理阶层。 尽管在三十年战争（1618年-1648年）有部分犹太人重回西欧定居，全世界绝大多数犹太人仍生活在东欧（联邦乃至更加偏东偏南的地方，很多人迁至那里），直到1940年代。

## 进阶阅读
- The Cambridge History of Poland (共两卷, 1941-1950) 网上版第一卷，至1696年 （页面存档备份，存于）
- Butterwick, Richard, ed.  The Polish-Lithuanian Monarchy in European Context, c. 1500-1795. Palgrave, 2001. 共249页  网上版 （页面存档备份，存于）
- Davies, Norman.  Heart of Europe: A Short History of Poland. Oxford University Press, 1984.
- Davies, Norman.  God's Playground: A History of Poland. 共两卷 Columbia U. Press, 1982.
- Pogonowski, Iwo Cyprian.  Poland: A Historical Atlas. Hippocrene, 1987. 共321页.
- Sanford, George.  Historical Dictionary of Poland. Scarecrow Press, 2003. 共291页.
- Stone, Daniel.  The Polish-Lithuanian State, 1386-1795. U. of Washington Press, 2001.
- Zamoyski, Adam. The Polish Way. Hippocrene Books, 1987. 共397页.

50°03′N 19°56′E / 50.050°N 19.933°E